# Catedral de Santa María (Calahorra)
La catedral de Santa María de Calahorra, La Rioja (España), sede de la Diócesis de Calahorra y La Calzada-Logroño, es un edificio básicamente gótico del siglo XV aunque mezcla diversos estilos debido al amplio proceso de construcción. El templo tiene estructura de cruz latina y está formado por tres naves, la central más ancha y elevada separada de las laterales por seis robustos pilares, y el transepto. En el cruce ("crucero") entre las naves y el transepto se encuentra la capilla mayor. Levantado sobre el lugar de martirio de los patronos de la ciudad, san Emeterio y san Celedonio, las obras se iniciaron en 1484 y su construcción se prolongó durante doscientos años o más de quinientos si tenemos en cuenta la colocación del nuevo retablo del altar mayor, tras el incendio del anterior el 13 de junio de 1900. La Catedral se encuentra en la parte baja de la población, en el arrabal, junto al río Cidacos, custodiada por el palacio Episcopal y el Paseo de las Bolas. Un amplio atrio precede a la catedral, en el centro de su pavimento está colocada la rosa de los vientos.
Actualmente, está considerada como Bien de Interés Cultural (BIC) –fue declarada Monumento histórico-artístico perteneciente al Tesoro Artístico Nacional mediante decreto de 3 de junio de 1931 .

## Historia y construcción
El poeta latino Aurelio Prudencio ya afirmó en el s. IV d. C. que en el lugar del martirio de los Santos Mártires, en el "Arenal", se les rendía culto en un baptisterio, acudían peregrinos y se producían sanaciones. El extraño emplazamiento de la Catedral (extramuros) se debe a esta causa. El templete primigenio se convirtió con el tiempo en una Catedral románica que dio paso a la actual a partir de 1443, cuyo proceso de construcción se prolongó durante dos siglos debido a las dificultades económicas y al interés en construir una catedral digna para tan importante diócesis. Por esto, conviven modelos arquitectónicos distintos (principalmente el gótico tardío) y el conjunto tiene un aire ecléctico.
Los principales constructores y tracistas fueron de Vizcaya también participaron miembros de la Orden del Carmen. Pero sobre todo, destaca la intervención y la influencia artística del arcediano de Berberiego, Juan Miguel Mortela cuya impronta es evidente entre 1724 y 1774. A él se deben modelos estéticos, programas iconográficos, organización de obras, financiación de mejoras y la llegada de artistas sobresalientes. Manteniéndose las dos capillas colaterales románicas, primero se edificó el claustro, posteriormente parte de la torre, la cabecera, el crucero, las naves y las capillas, la puerta norte (de San Jerónimo) que daba al cementerio, el coro, el segundo cuerpo de campanas y quinto de la torre y el atrio. Sin embargo el Concilio de Trento motivó que se tuviese que bajar el coro y reconstruir la cabecera, lo que obligó a reformar el crucero y a sustituir las capillas colaterales románicas, generándose así un enfrentamiento con los Condes de Aguilar, propietarios de la capilla colateral izquierda. La construcción prosiguió con el retablo mayor de estilo romanista, las capillas barrocas radiales de la girola y con la ampliación de la torre. Finalmente la construcción de la catedral terminó en 1704 cuando se concluyó la fachada principal en estilo barroco clasicista. Terminado el edificio, el s. XVIII se dedicó a vestir y adecentar la Catedral: abriéndose capillas, poniendo verjas a las que no tenía, construyendo y policromando retablos... Lo más destacado fue la ampliación y reforma de la sacristía.
En 1900 sufrió un incendio que afectó al altar mayor, destruyendo diversos ornamentos; las obras de rehabilitación se prolongaron hasta 1904. Se desconocen las causas del incendio pero pudiera haber sido consecuencia de unos trabajos llevados a cabo el día anterior para la instalación de un altar portátil que solía colocarse con motivo de la Octava del Corpus. En 1958, se adaptó el templo a las nuevas formas litúrgicas: se amplió el presbiterio y se eliminó la vía sacra (pasillo verjado entre el altar y el coro).

## Descripción
Está construida en sillería de arenisca calcárea de color rojo, con un tamaño de grano de fino a medio, proveniente de la formación de Alfaro. El cemento usado es en su mayoría calcáreo, encontrándose también cantidades menores de cemento ferruginoso y arcilloso. El edificio consta de tres naves, crucero, girola, dieciséis capillas, claustro y sacristía. Cuenta con los retablos platerescos de las capillas de San Pedro y la Visitación. Rejerías góticas. Una de las tallas, del siglo XIV, representa al Cristo de la Pelota. Cuenta con una espléndida pila bautismal gótica.

## El exterior

### Fachada principal

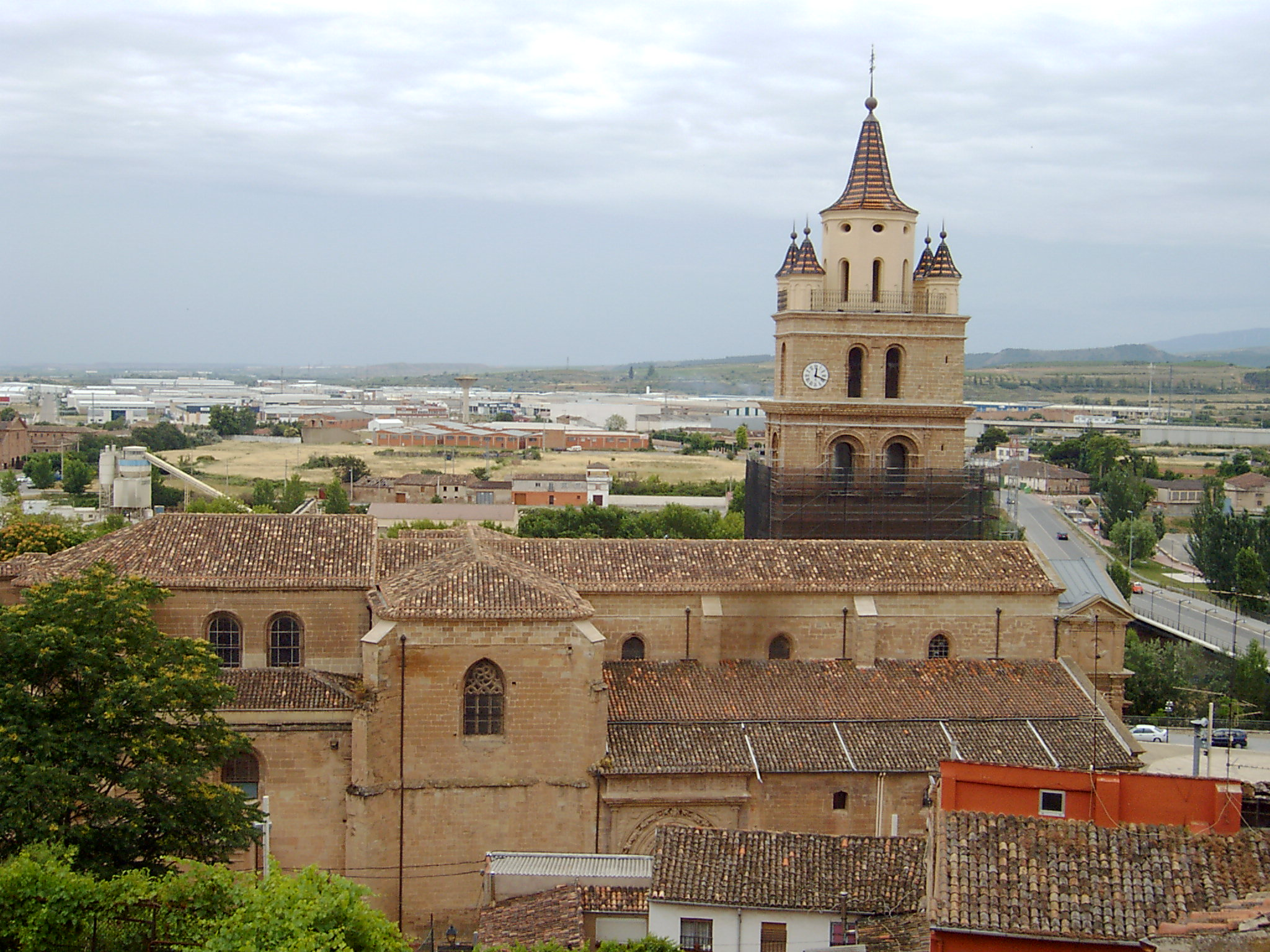
Vista exterior.

La fachada principal, también conocida como "Puerta del Moral",

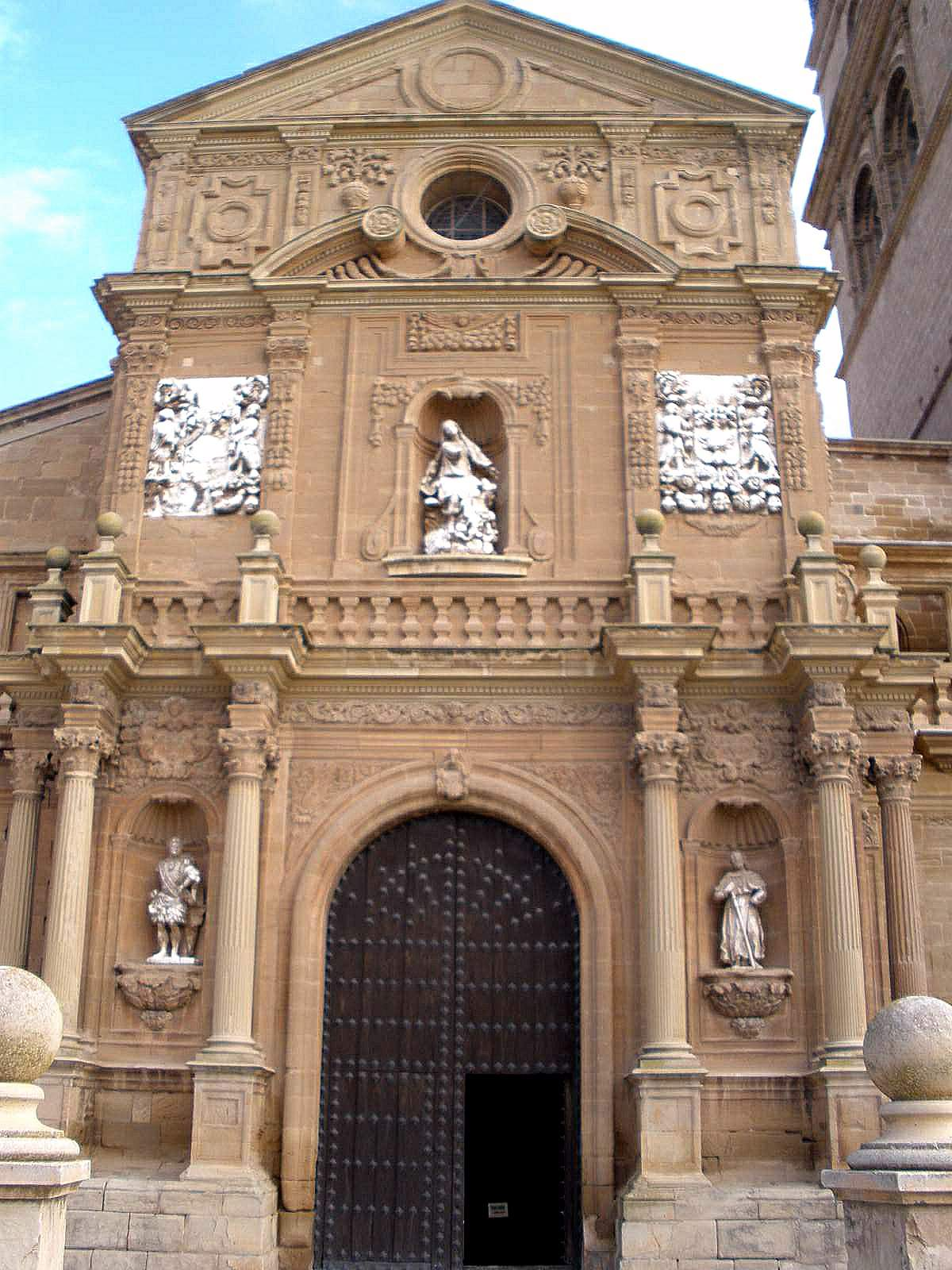
Portada principal

es de estilo barroco, construida entre 1680 y 1704 por los hermanos Raón, Juan y Santiago en sustitución de la anterior de estilo gótico y construida a finales del siglo XV o principios del siglo XVI. Con esta obra se introdujeron un gran número de novedades, que si bien era características del Barroco, no se habían visto antes en La Rioja, tales como: columnas exentas, capiteles tanto corintios como de estilo serliano y una gran abundancia de motivos vegetales tales como guirnaldas, frutas y flores. Tiene forma de retablo barroco con tres cuerpos y remate en frontón triangular. Las grandes similitudes estilísticas existentes entre esta fachada y la de la Basílica de San Gregorio Ostiense en Sorlada, especialmente patente en las imágenes de San Pedro y San Pablo, inducen a pesar de que fueron llevadas a cabo por el mismo escultor o por alguien perteneciente al mismo taller. El último cuerpo y el frontón en estilo neoclásico fue añadido por Antonio de Beriñaga en el 1772.

### Puerta norte

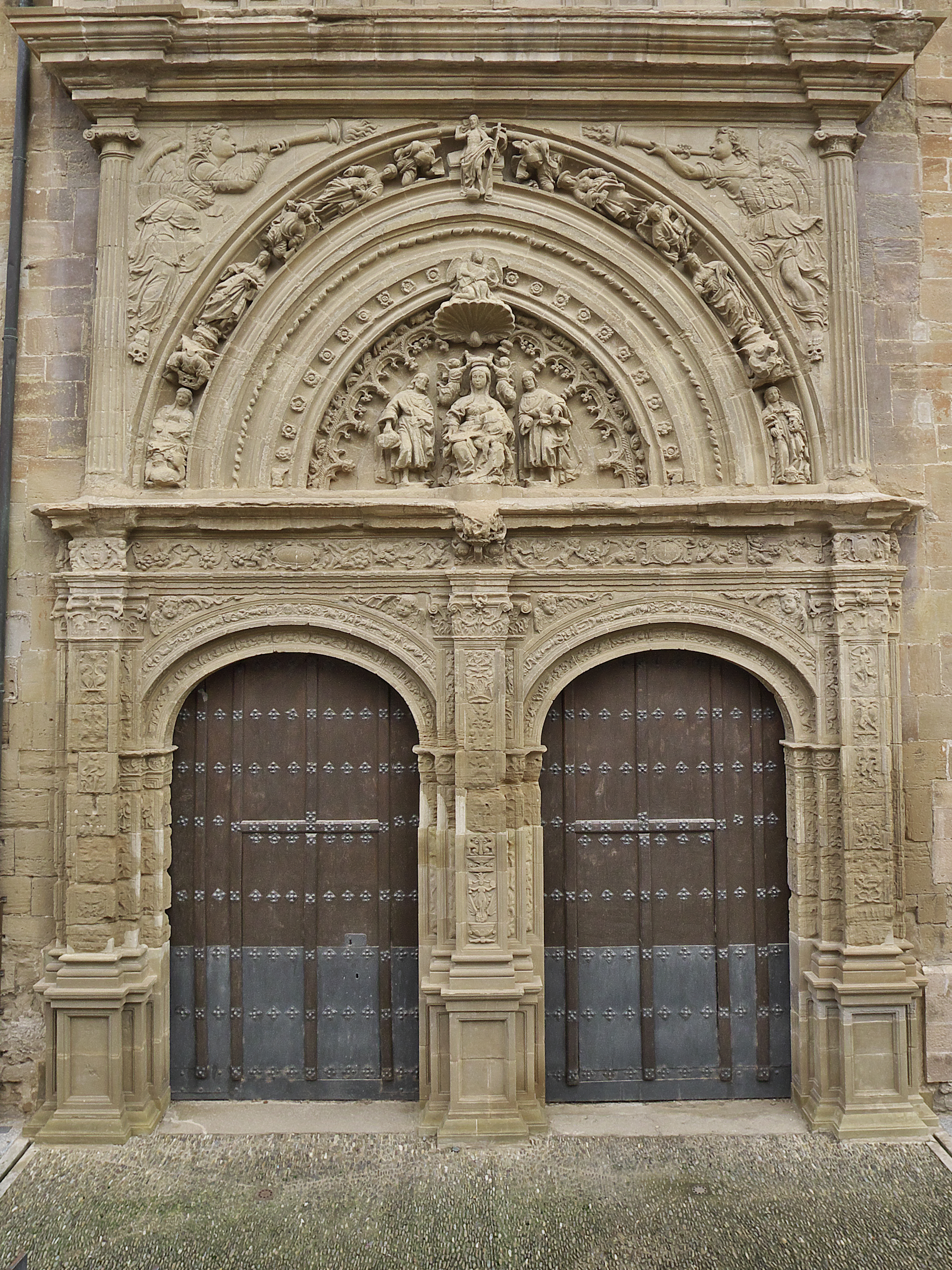
Portada de San Jerónimo

La puerta del norte o de san Jerónimo es de 1559, de estilo plateresco (cuerpo inferior) con reminiscencias góticas de 1520 (cuerpo superior). En el tímpano la coronación de la Virgen asistida por San Emeterio y San Celedonio. Llamada también "Puerta de Fosal" porque antiguamente presidía el cementerio de la Catedral, en ella están representados dos ángeles trompeteros anunciando la Resurrección de los Muertos .

### Torre

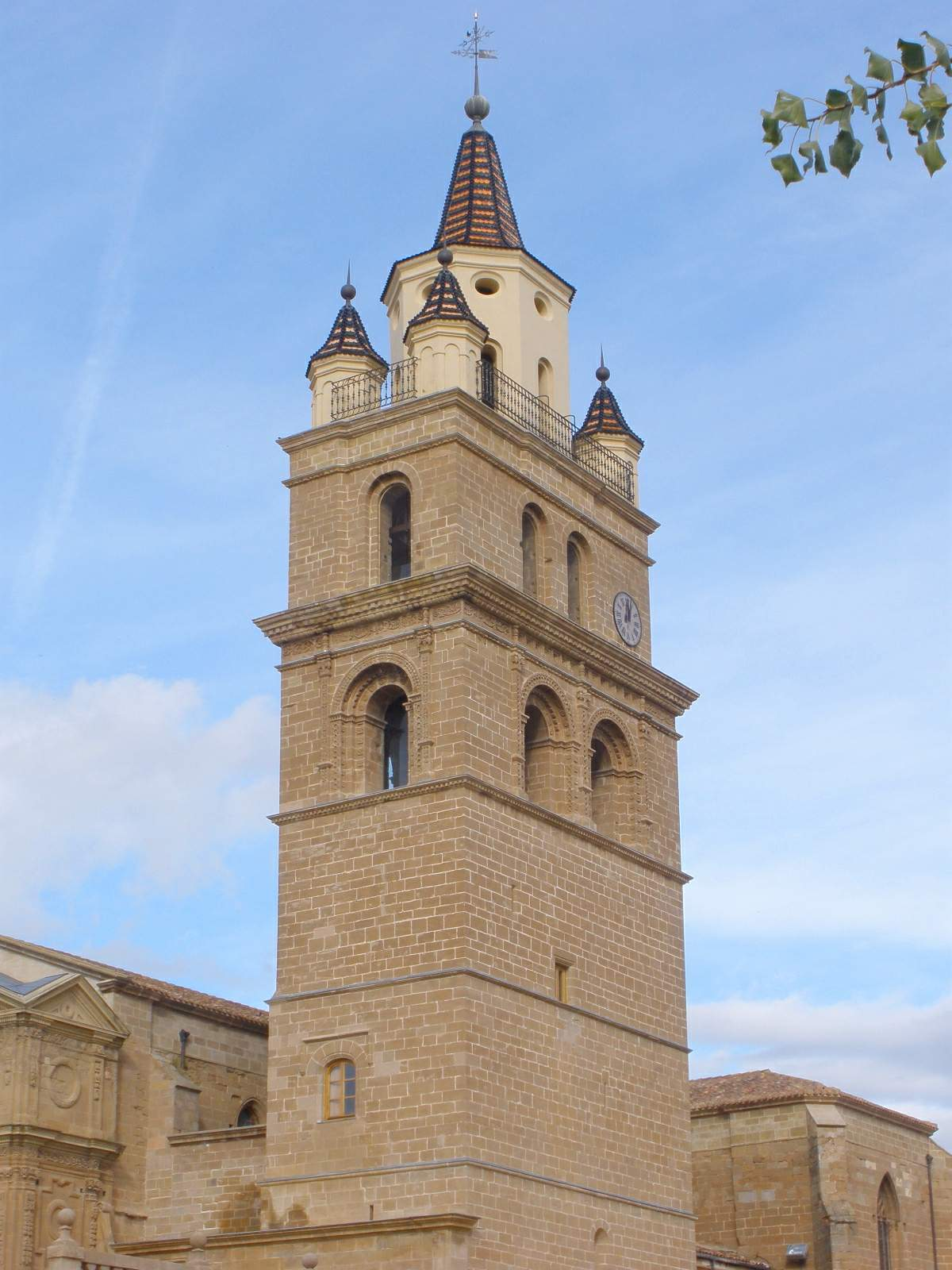
Torre

A la derecha de la fachada principal se encuentra la torre, más antigua que el edificio y de sección rectangular, consta de ocho cuerpos. Los cinco inferiores son medievales, los dos siguientes de sección decreciente son renacentistas y el último se edificó en el siglo XIX y es una torreta de ladrillo con cuatro pináculos en las esquinas, estando todas cubiertos con tejas industriales vidriadas. En las plantas inferiores se ubicaban las estancias del campanero y demás trabajadores de la catedral, así como de sus familias. En las tres últimas plantas se ubica el campanario.
El campanario presenta la peculiaridad de disponer de tres campanas romanas de volteo, algo muy poco frecuente en la región, donde lo más normal es la existencia de dos campanas, que se voltean alternadas. Existen un total de seis campanas para toques litúrgicos, que se reubicaron para mejorar la sonoridad tras la restauración de la torre y las campanas llevada a cabo en 2006 y que comenzó en 2005. Junto a las campanas hay un reloj de remontaje eléctrico, de la empresa Manufacturas Blasco de Roquetas que fue construido en torno a 1960. También existe una matraca de aspa que no fue respuesta tras la restuaración de la torre.

## El interior
Desde los pies hasta el crucero se hizo entre 1484 y 1526, al mismo tiempo se empieza a construir el claustro cuyas obras se suspenden en 1553 quedando sin terminar hasta hoy; los encargados fueron Pedro, Juan y Martín de Olave. El presbiterio se construyó entre 1565 y 1576 y la girola entre 1595 y 1614, con Juan Pérez de Solarte. Finalmente Juan de Urriola realiza las capillas absidales hacia 1624.

### Capilla Mayor

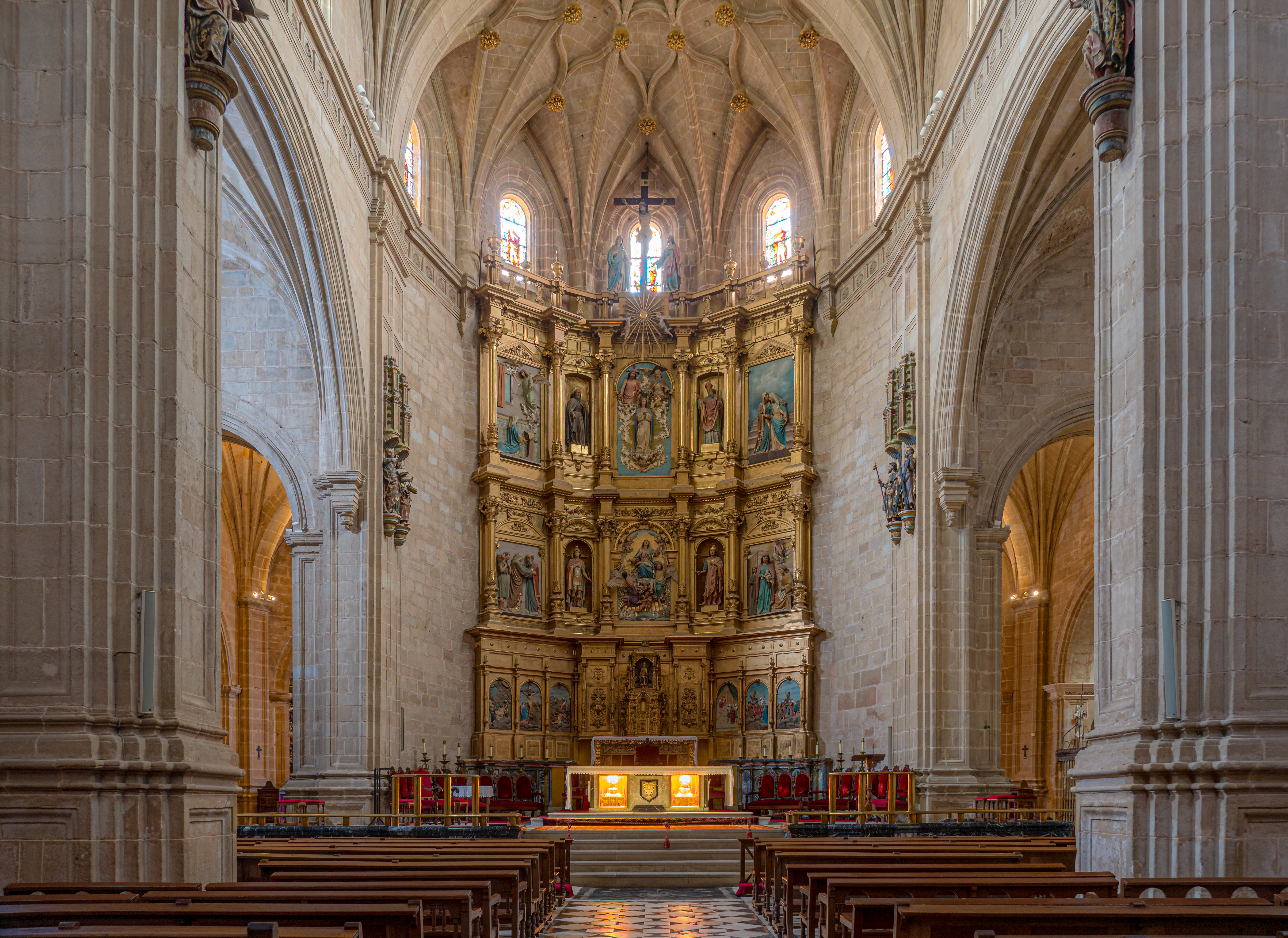
Capilla Mayor

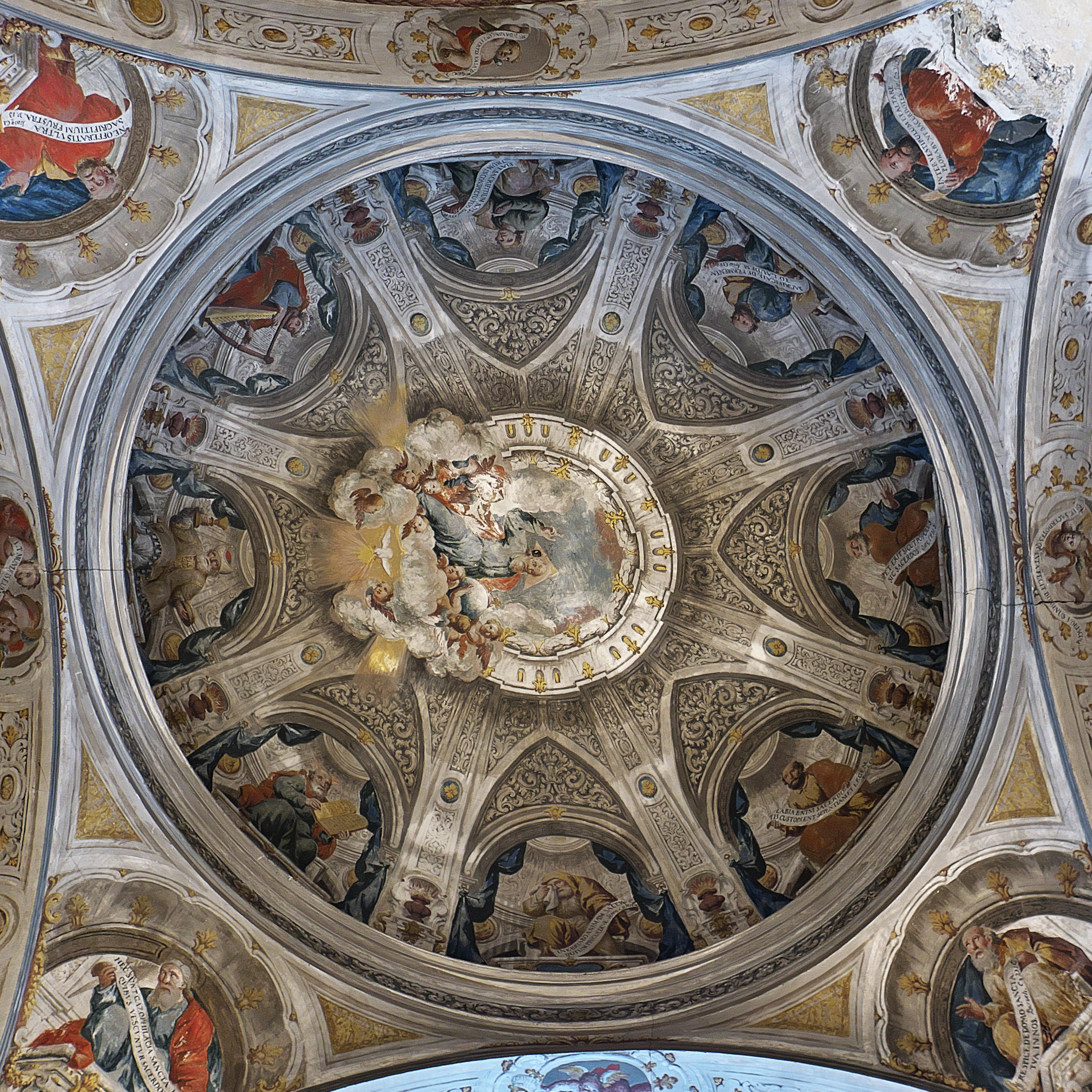
Bóveda de la sacristía.

El obispo Pedro Manso de Zúñiga encargó la construcción del retablo a Pedro González de San Pedro, pero tras la muerte de este fue Juan Bazcardo quien acabó la primera fase del mismo en 1639. No fue hasta 1726, que el burgalés José Bravo llevó a cabo el dorado y las pinturas de las paredes. Juan Miguel Mortela encargó en 1773 un frontal de plata para el altar que hoy en día se encuentra en la capilla de la Visitación.
Contiene dos urnas relicario con los restos de los patronos de la ciudad. La elaboración de estas urnas corrió a cargo del platero burgalés Francisco de Soria y otro platero sin identificar, que pudiera haber sido el calagurritano Pedro Vélez, y finalizó en 1513. Las urnas están en su mayoría realizadas en plata repujada y cincelada que ha sido posteriormente dorada.

### Trascoro o capilla de los Reyes
Nada más entrar a la catedral nos encontramos de frente con el retablo de los reyes, de estilo rococó, elaborado por Manuel Adán y Julián Martínez entre 1750 y 1757 con la colaboración de Andrés de Bolibe y Ramón de Falces. Consta de un cuerpo, tres calles y un ático y tiene unas medidas aproximadas de 11 metros de alto por 11,5 metros de largo. En el retablo se incorporaron dos obras de Bazcardo, hacia 1630: el relieve central de la adoración de los reyes y el Cristo de la Agonía (ahora trasladado), que antiguamente coronaba el retablo.

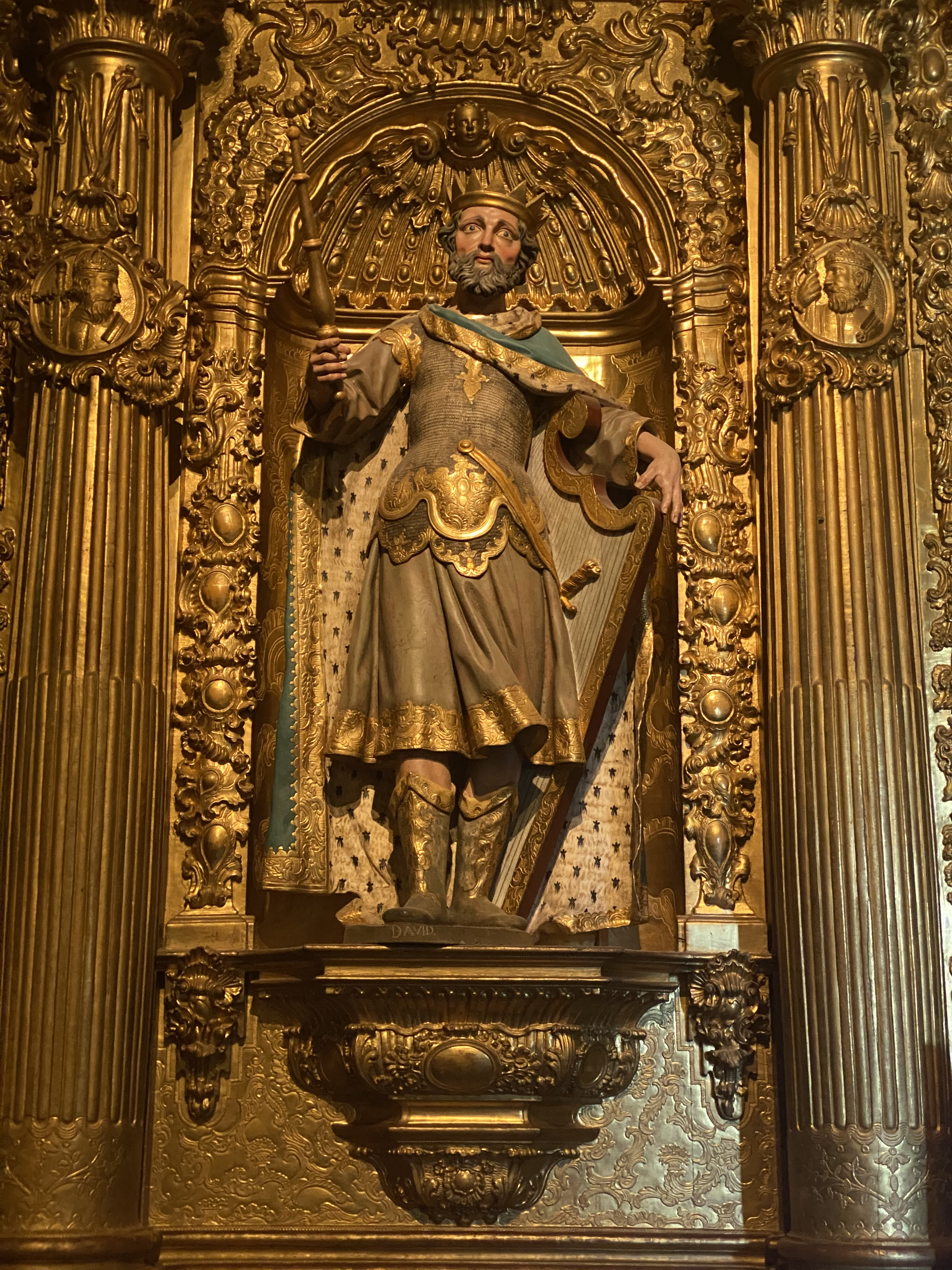
Imagen del rey David
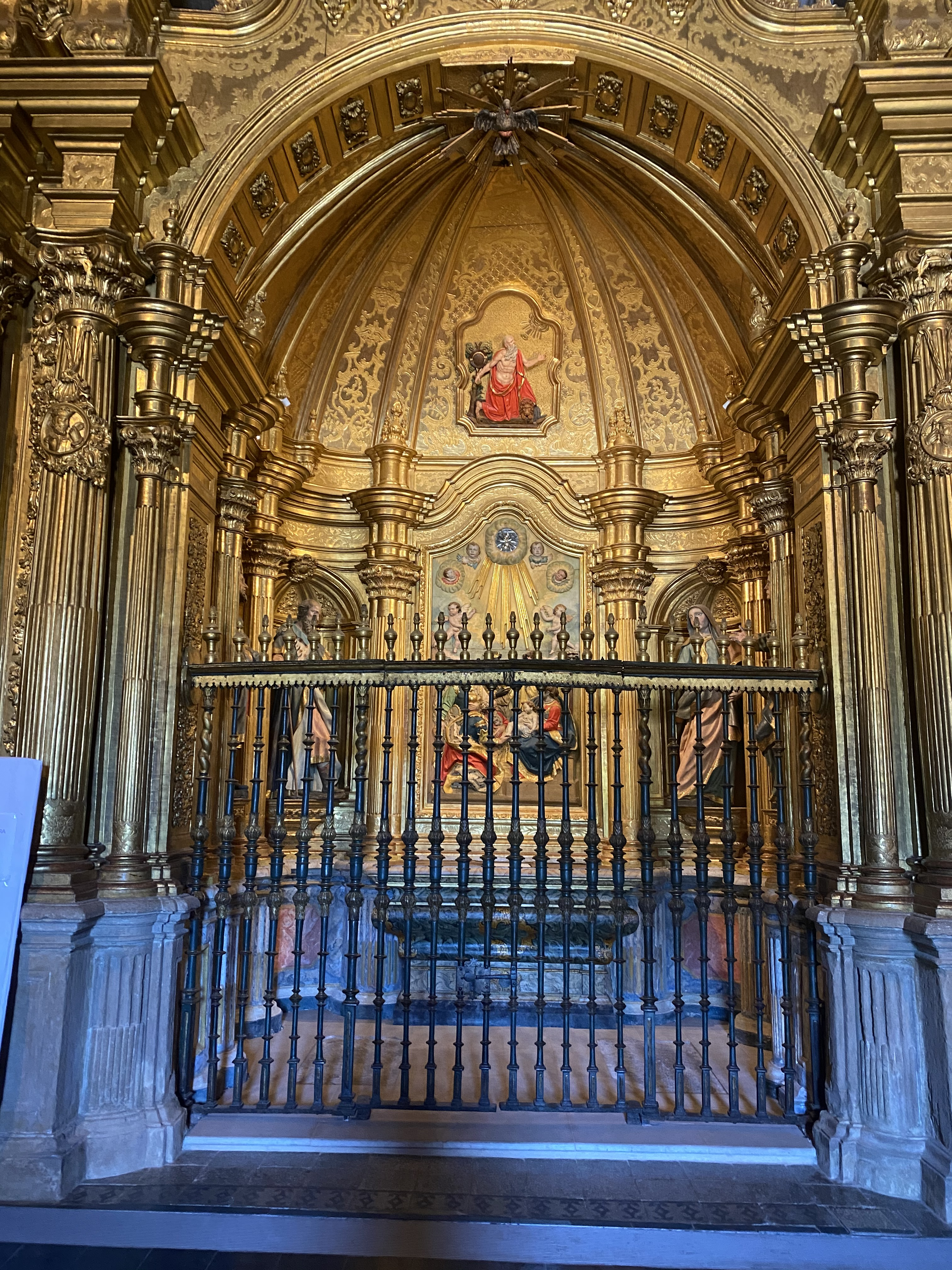
Retablo de los Reyes
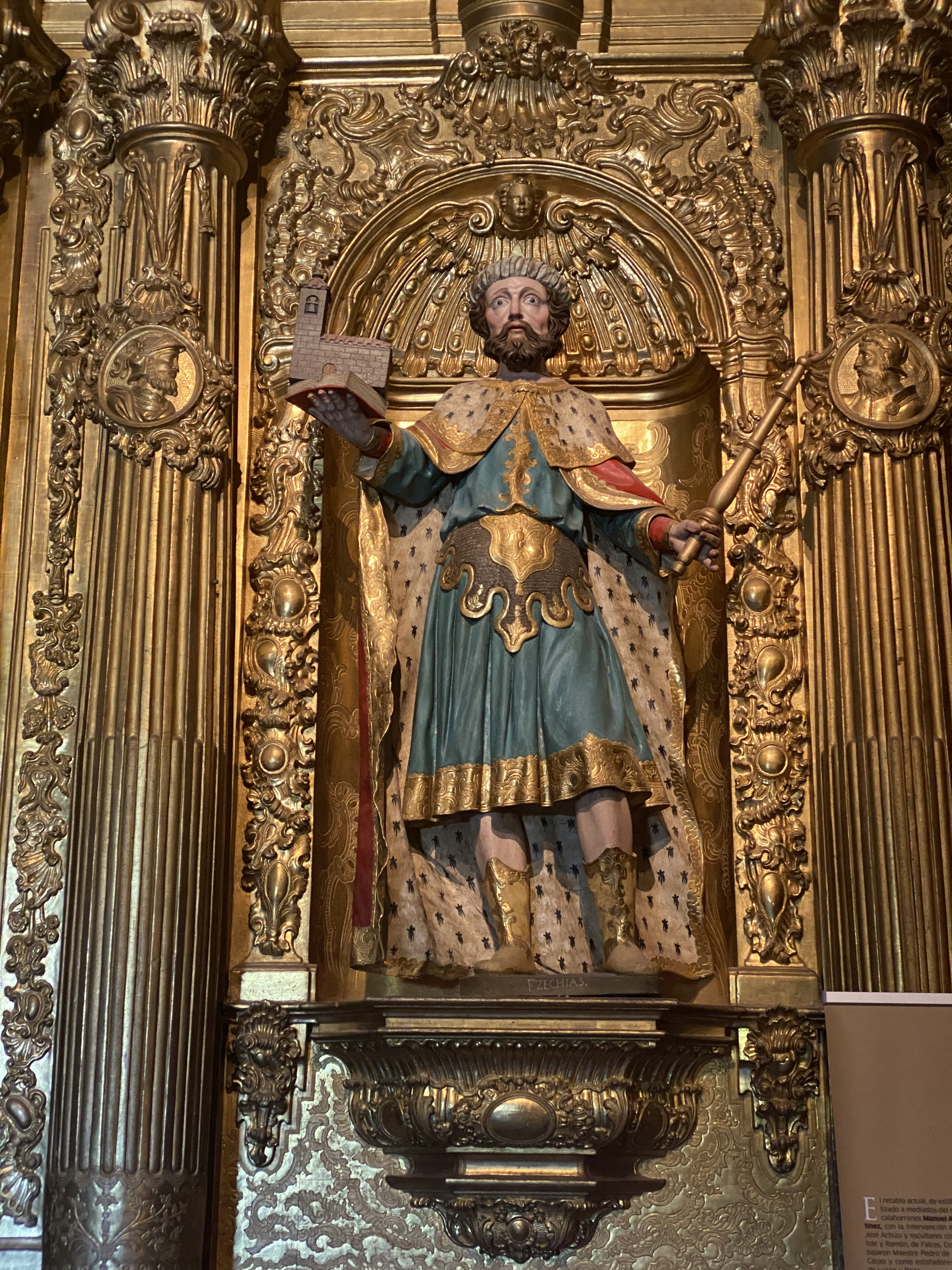
Imagen del rey Ezequías

### Capillas de la nave izquierda
Capilla de San Juan Bautista: con un excelente retablo churrigueresco de 1717, una estatua renacentista de San Juan y frescos de Domingo de Rada de 1774.
Capilla bautismal: con un retablo idéntico al anterior al que se añadieron estatuas de san Blas y san Antón. La pila bautismal gótica, lobulada y de proporciones grandiosas señala el lugar exacto del martirio de san Emeterio y san Celedonio.
Capilla de la Visitación: con retablo-tríptico plateresco encargado por don Pedro Ximénez de Cornago, arcediano de Berberiego, en 1520. En el cuerpo central, tallas de la Visitación y del Calvario rodeadas de relieves con escenas de la vida de Jesús. En las puertas laterales, pinturas de los apóstoles y santos de devoción popular. El altar dispone de un frontal de plata creado en el último tercio del siglo XVIII por el platero José Ochoa Iturralde. Dicho frontal se vio seriamente dañado durante el incendio de 1900 y fue restaurado en 1924 por los hermanos José y Miguel Jannini, plateros de Valencia y probablemente hijos del platero italiano Blas Jannini, que mantuvieron la iconografía de la obra original, pero variaron la disposición de la misma, eliminaron distintos elementos ornamentales propios del rococó y alisarón el fondo de toda la pieza.
Sepulcro del Obispo Esteban: Se trata de un sepulcro gótico en el que se encuentran los restos del Obispo Esteban, que tuvo fama de santo, con relieves muy erosionados por la mala calidad de la piedra y que fue llevado a cabo inmediatamente después de su muerte. Esteban de Sepúlveda, sustituyó al obispo de Calahorra, don Vivian, que falleció el 13 de febrero de 1273, cargo que ostentó hasta su fallecimiento el 14 de febrero de 1281.
La caja tiene unas dimensiones de 67 cm de ancho, 44 de alto y 172 de largo, mientras que la tapa tiene una anchura de 70 cm y una longitud de 190. En la tapa se presenta el obispo yacente ataviado con las vestiduras propias de su cargo. En sus manos sujeta un manípulo y un báculo cuya voluta, al igual que la cabeza del obispo se han perdido. En cada esquina hay un angelillos que sujetan las cadenillas de un incensario.
El friso comienza con la epifanía con prosquinesis. Dicha escena presenta varias peculiaridades iconográficas, como el hecho de que el cortejo de magos marche de derecha a izquierda o la prosquinesis, que se trata de una fórmula usada en España en los siglos XII y XIII y adscrita al mundo feudal, de la que no se tiene constancia de su uso en el ámbito funerario. El oficio fúnebre completa el friso, presentando unas características similares al del sepulcro de Urraca Díaz de Haro que se conserva en el Monasterio de Cañas. En los lados del sepulcro en la parte de los pies pueden apreciarse imágenes del martirio de San Esteban, en un estilo que de nuevo recuerda al del sepulcro de Cañas lo que induce a atribuir el sepulcro al mismo maestro o taller, mientras en la parte de la cabeza aparecen imágenes sobre su consagración como Obispo.
Capilla del Niño Jesús (1735): con retablo barroco donado por el deán D. Pedro de Oñate. Tallas de San José, la Virgen, San Juan Bautista y Santa Isabel.

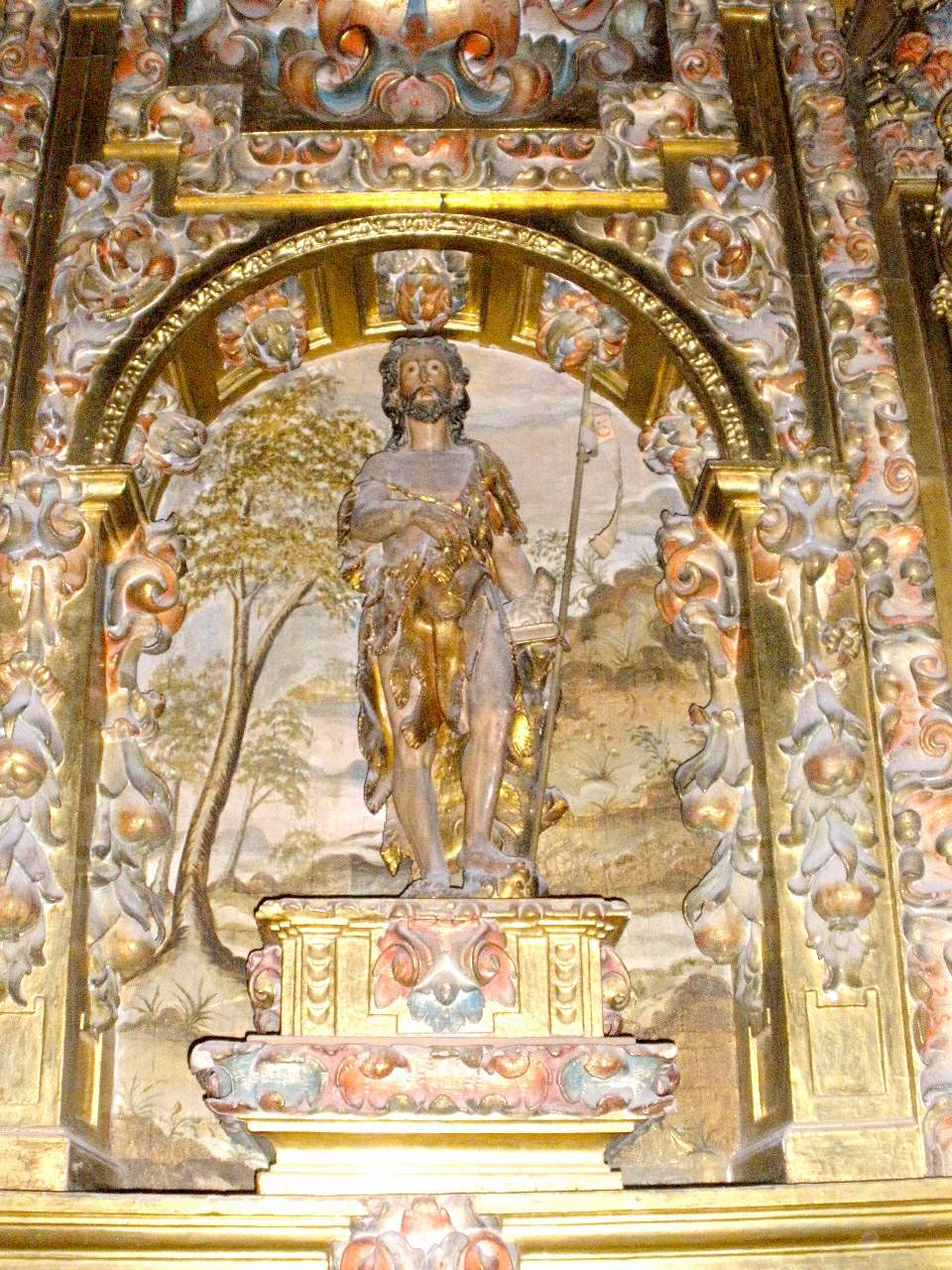
Capilla de San Juan Bautista
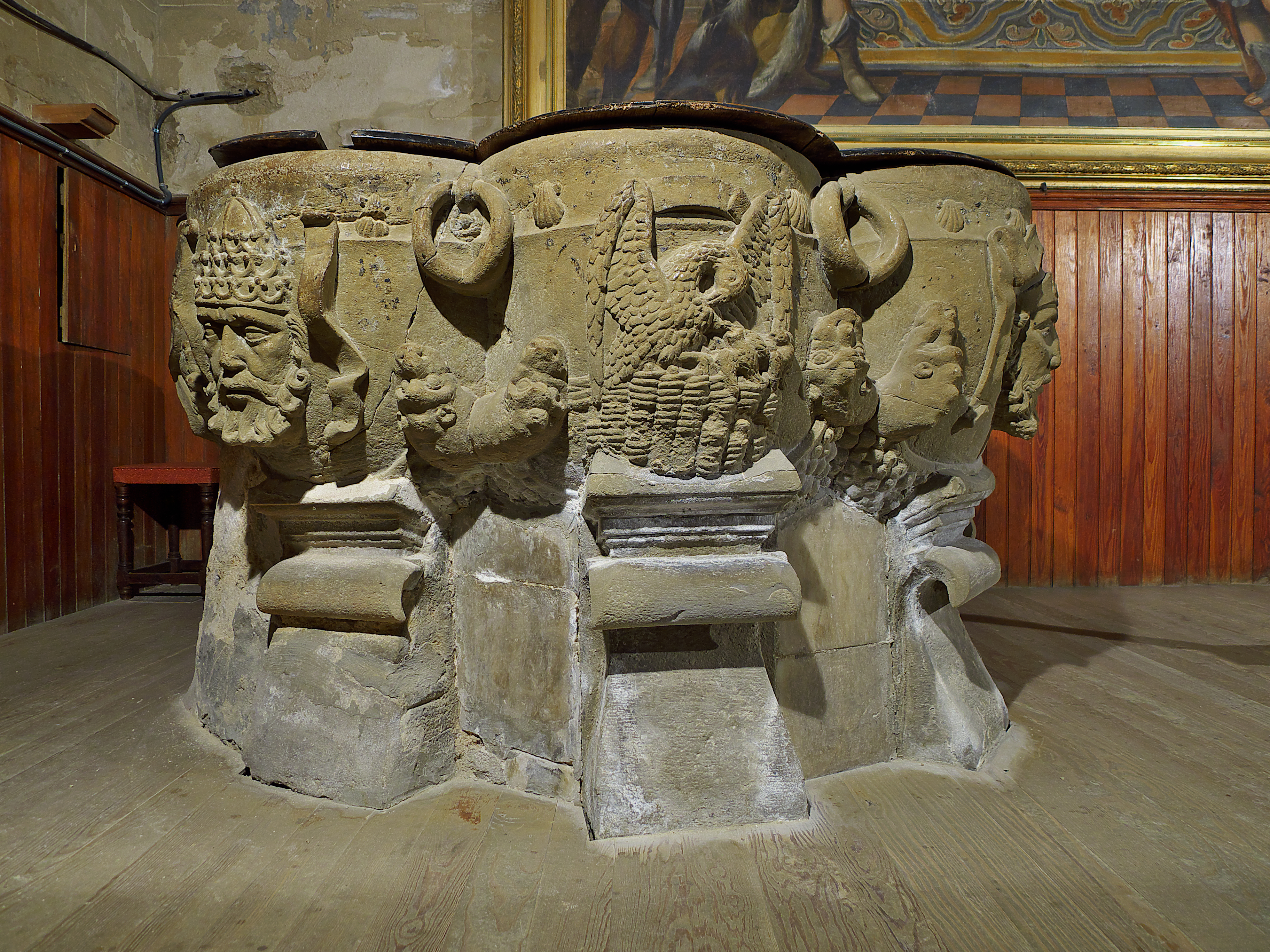
Capilla bautismal
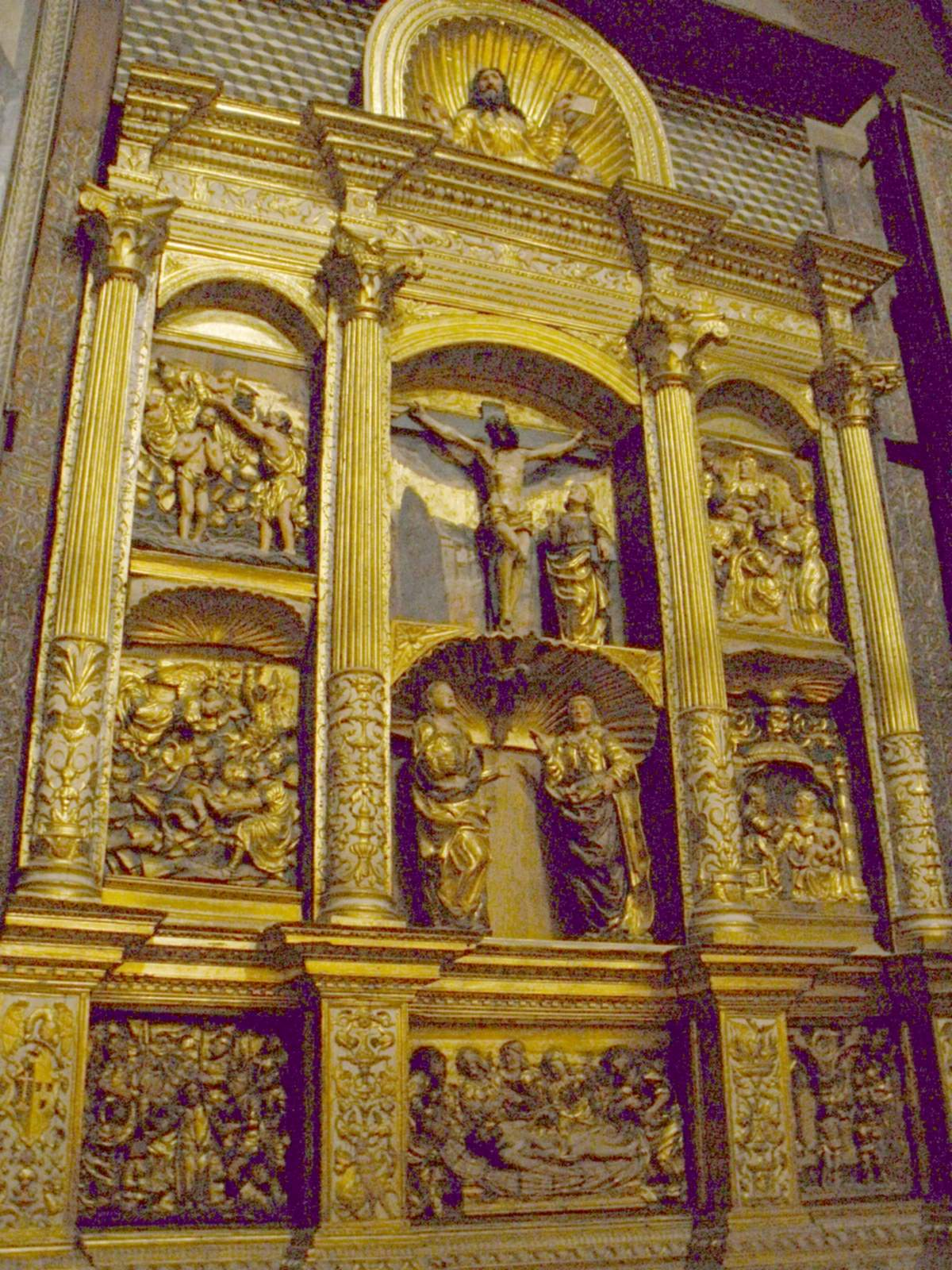
Capilla de la Visitación
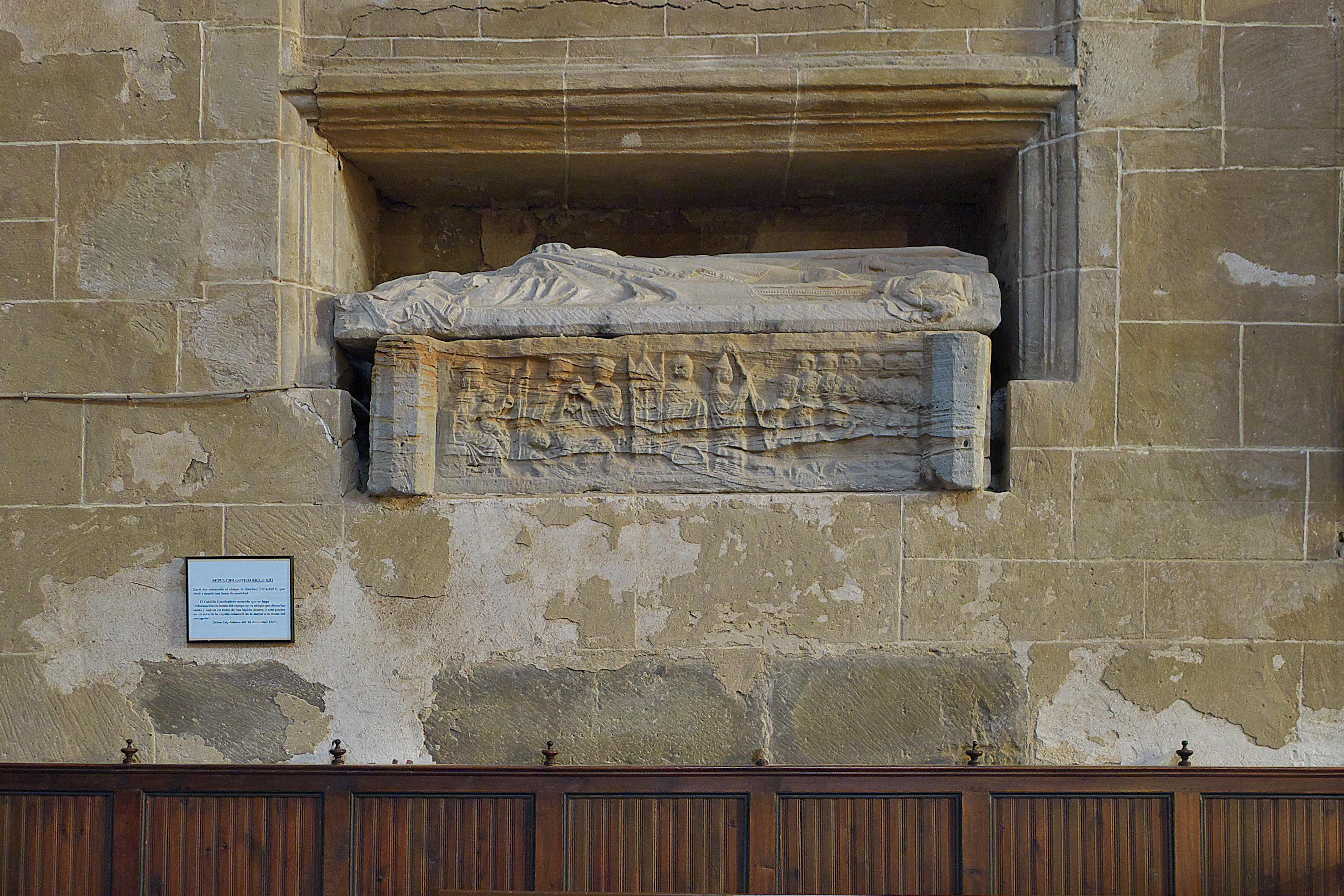
Sepulcro del Obispo Esteban
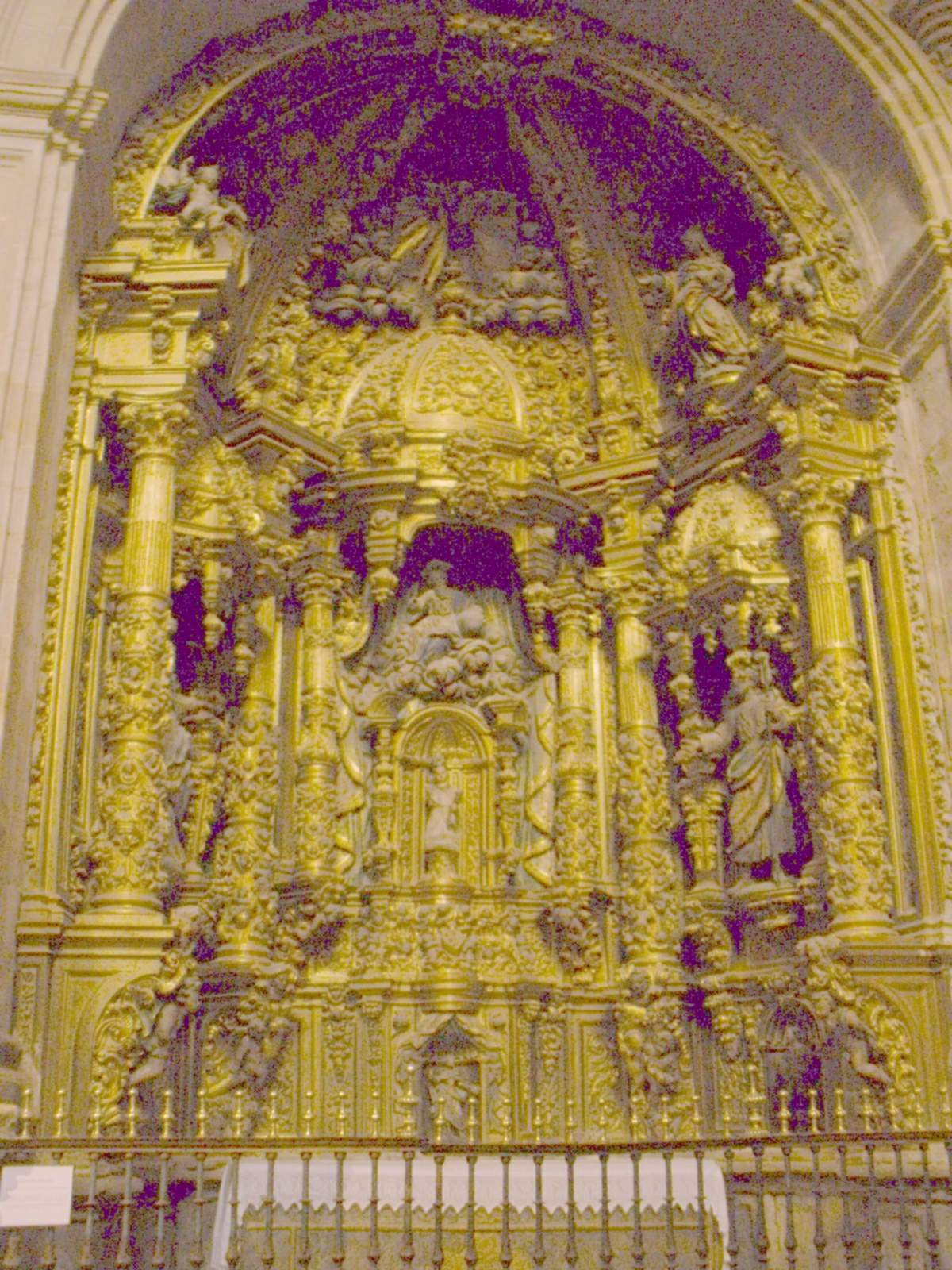
Capilla del Niño Jesús

### Capillas de la girola
Capilla del Espíritu Santo (s. XVII): Está dedicada al Pentecostés. La obra de la capilla corrió a manos de Juan de Urruela, maestro arquitecto y de obras del templo entre 1629-1642, que completó los trabajos en 1634. No obstante le fue encargada en 1635 la realización de modificaciones sobre el proyecto original, que no finalizaron hasta 1638. Las pinturas de estilo barroco se remontan al siglo XVII y se cree que fueron llevadas a cabo por Francisco del Plano.
La cúpula se encuentra divididad por cuatro arcos de medio punto y está coronada por nubes y cabezas de angelitos que asoman entre ellas. En cada una de las divisiones, separadas todas ellas por motivos florales, se encuentra un grupo de personajes. En la primera se encuentra la Virgen y los apóstoles San Juan y San Pedro, quien a pesar de compartir indumentaria se diferencia del primero en que aparece representado con barba y portando un libro y unas llaves. En cada una del resto de las divisiones aparecen tres apóstoles en distintas posturas contemplativas. El tambor está decorado con motivos florales. Todas las pechinas cuentan con ángeles desnudos con el brazo derecho levantado, realizados en tonos ocres, grises y azulados, inclusos en círculos de motivos vegetales.
La capilla cuenta además con un retablo clasicista y un lienzo de Pentecostés.
Capilla de la Virgen del Pilar: retablo churrigueresco (1705) de José de San Juan y tallas de Juan de Camporredondo. Los frescos de la cúpula, pechinas y dos falsos balcones (murales) fueron realizados por Francisco del Plano entre 1711 y 1713.
Capilla de los Santos Mártires, Emeterio y Celedonio: capilla central y más amplia con retablo rococó de la degollación de los santos realizado por Manuel Romero en 1750 y lienzos laterales y frescos de José Bejes.
El lienzo situado en el muro del lado de la nave izquierda es un óleo de grandes dimensiones (unos 6 m de ancho x 4m de alto) llamado Traslado de las reliquias y fechado en 1765. En él se ilustra la leyenda de la tradición oral del supuesto traslado de las reliquias de los Santos Mártires del monasterio de Leyre a la catedral. No obstante no existe constancia de que los restos de los Santos hubieran abandonado nunca Calahorra y parece tratarse de una leyenda medieval surgida durante la Reconquista.
Gran lienzo de los Santos Emeterio y Celedonio (s. XVIII)
Capilla del Cristo de la Pelota: Recibe su nombre porque el Cristo tiene desclavada una de sus manos y la leyenda popular afirma que este hecho milagroso ocurrió para señalar al culpable de un homicidio ocurrido entre un grupo de amigos durante un juego de pelota. La verdad es que el Cristo pertenece a un grupo escultórico del descendimiento de la cruz, del que faltan el resto de las imágenes y el brazo está desclavado porque está siendo bajado de la cruz.
Capilla de San José: Se tiene constancia de que la construcción de la capilla comenzó en 1631. En 1761 Juan Miguel Mortela trajo la imagen del santo, atribuida a José Ramírez, de Madrid y la cofradía de carpinteros de Calahorra ensanchó la capilla y construyó el retrablo, que fue dorado en 1768. El altar pesenta una escultura del Niño Jesús que porta la vara florecida, atributo identificativo de San José. La existencia de varios símbolos que, si bien son propios de los gremios de carpinteros, recuerdan a la estética de los símbolos masónicos, lo cual pudiera indicar que fuese un punto de reunión de miembros de la masonería.

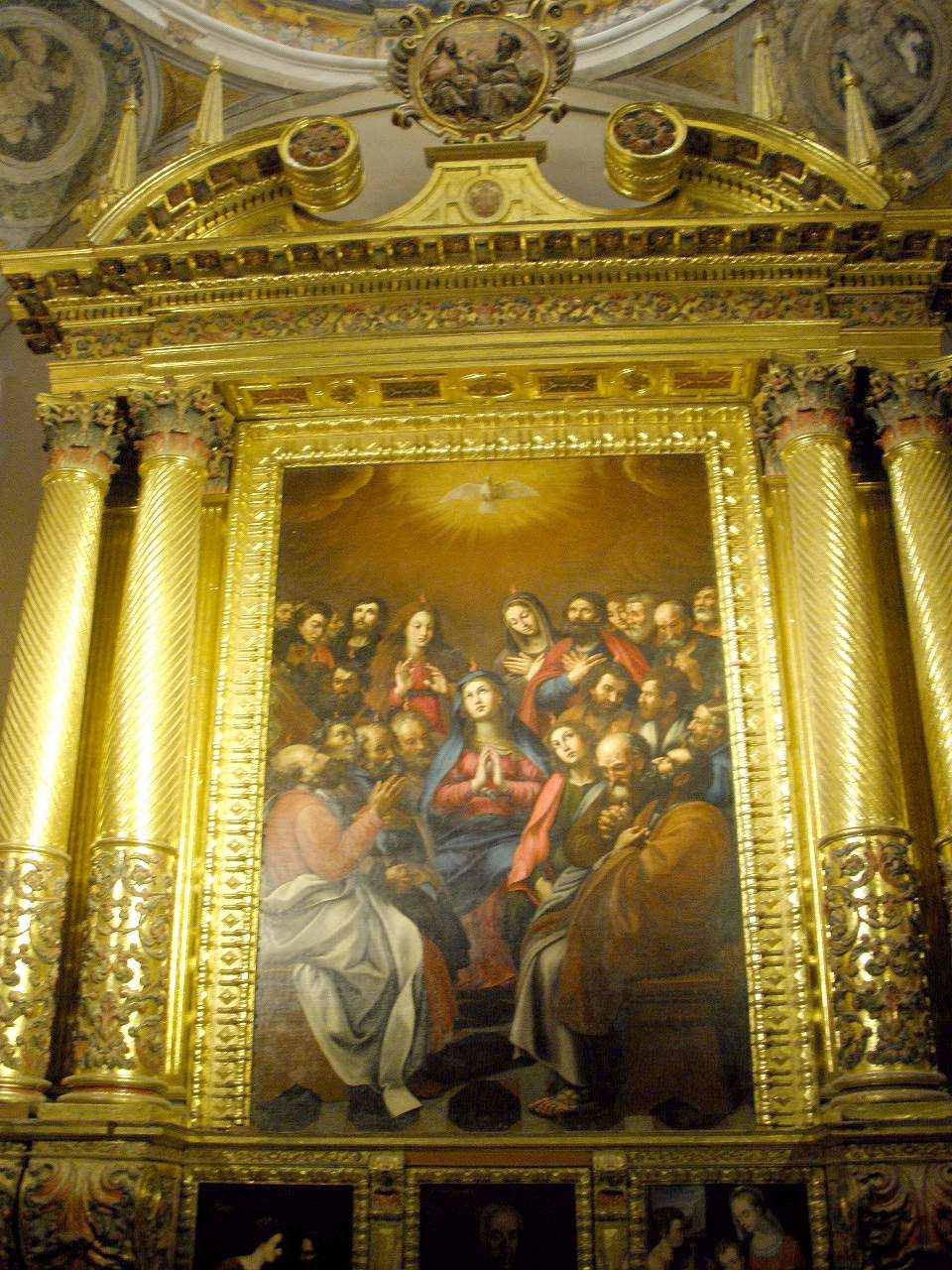
Capilla del Espíritu Santo
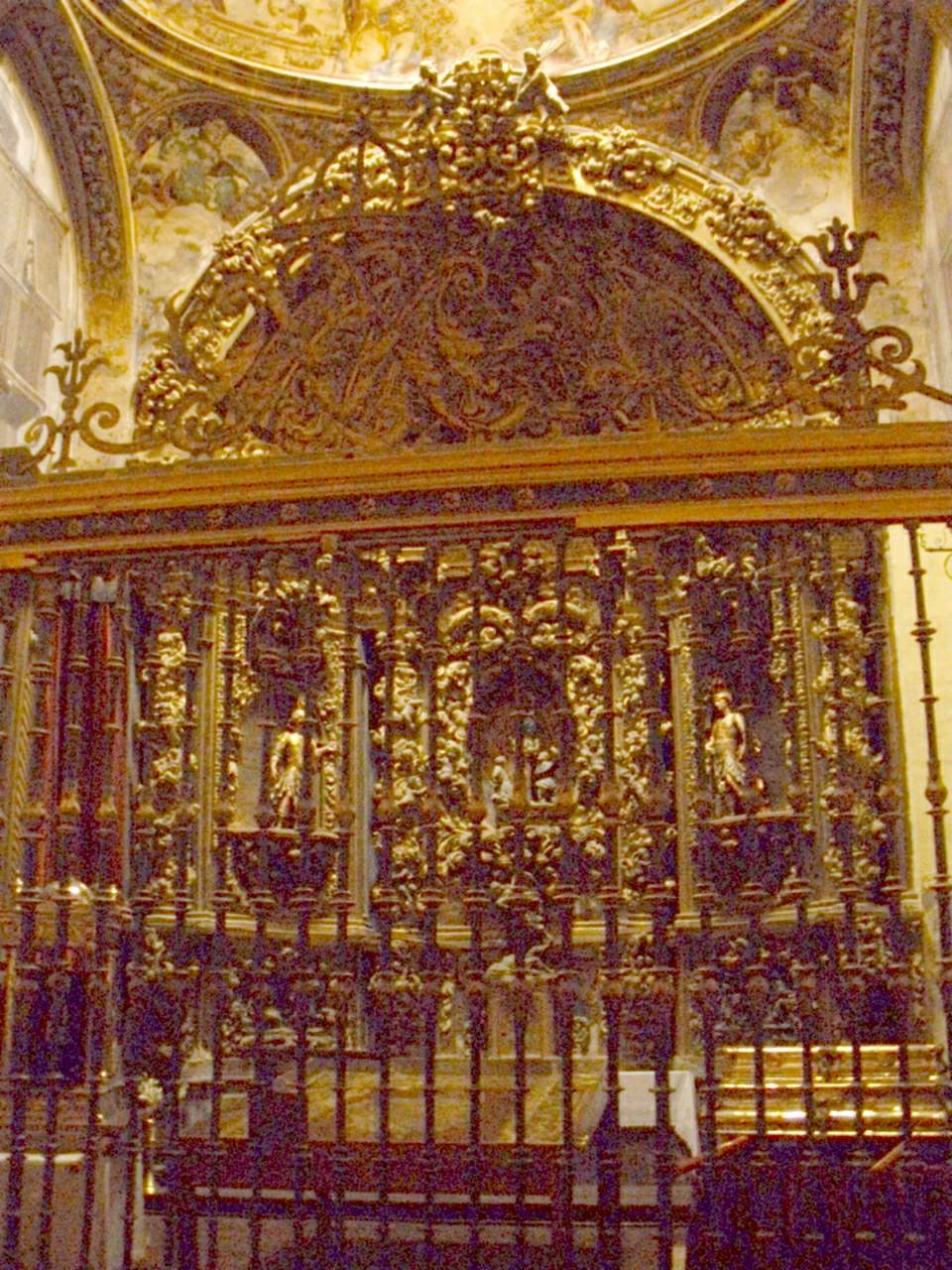
Capilla de la Virgen del Pilar
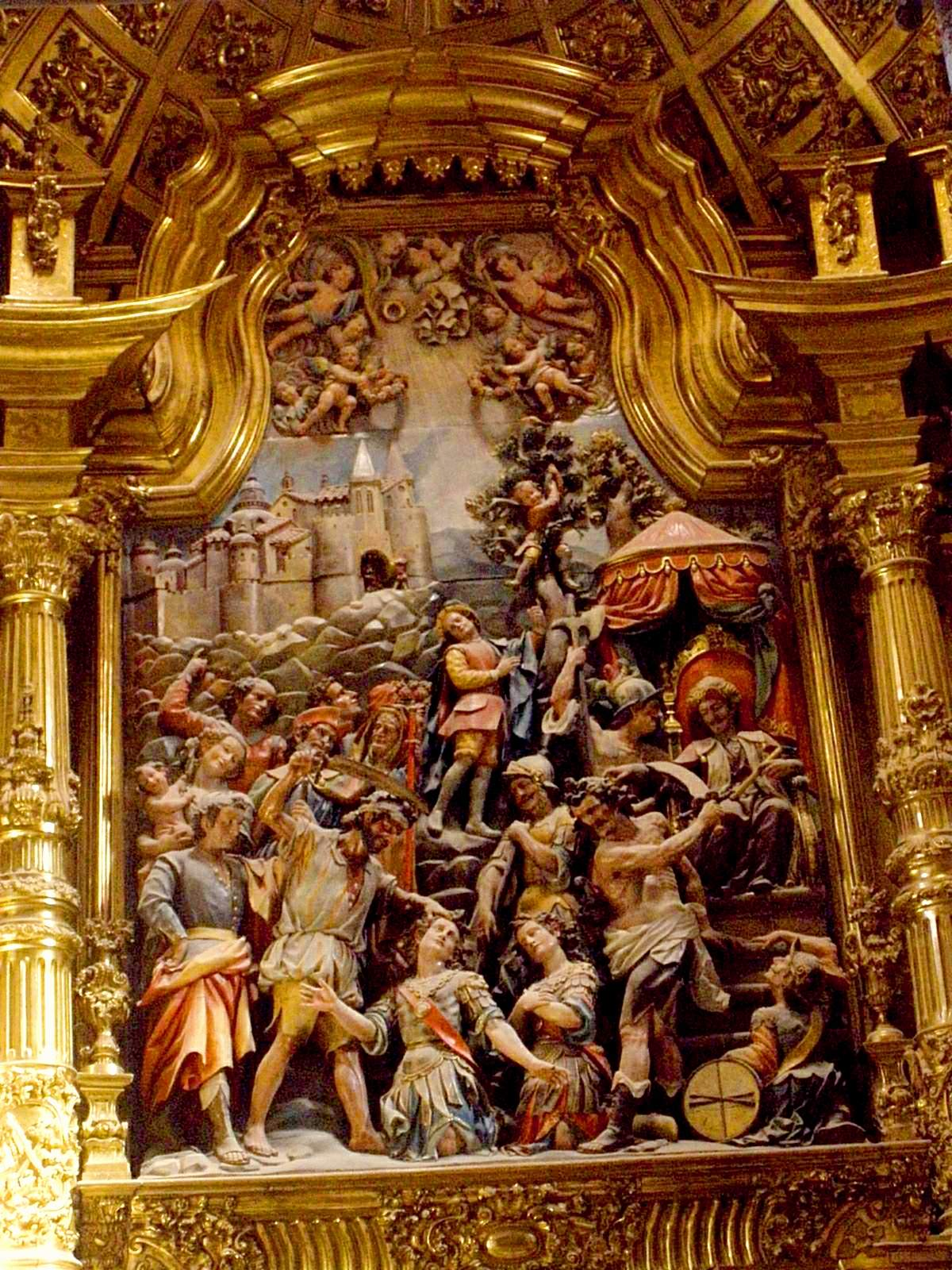
Capilla de los Santos Mártires
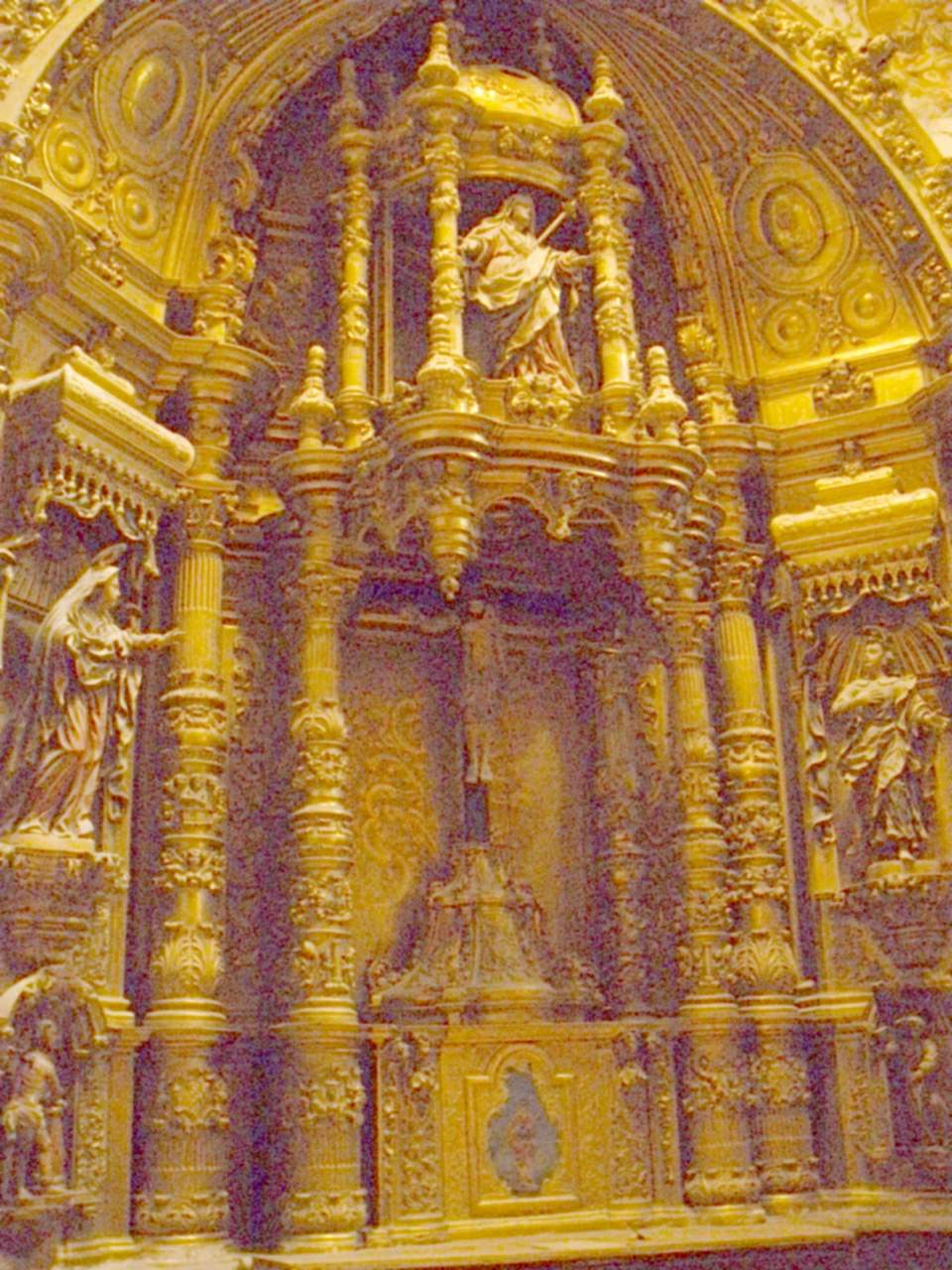
Capilla del Cristo de la Pelota
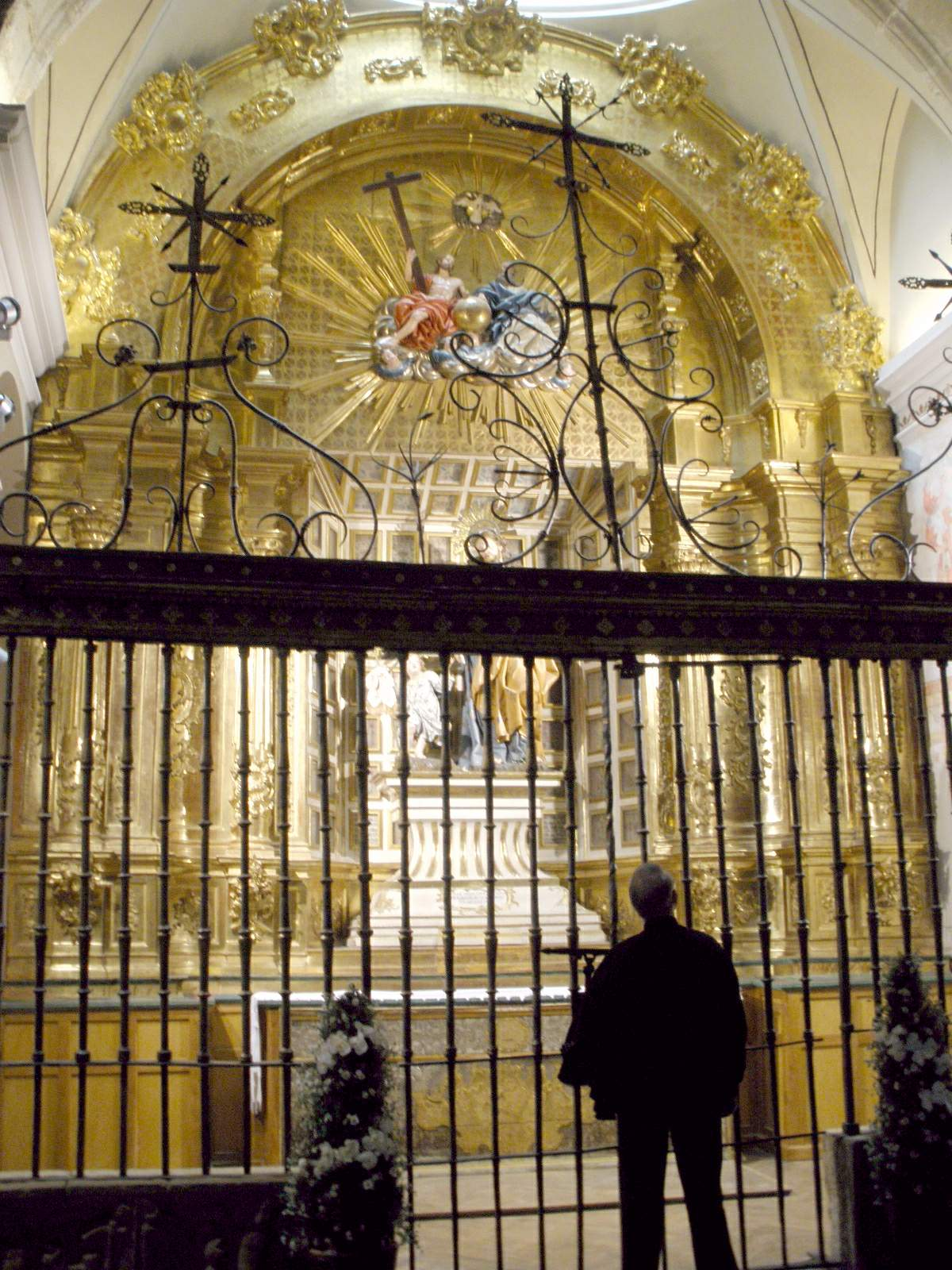
Capilla de San José

### Capillas de la nave derecha
Capilla de la Inmaculada (1737): Jacinto Echeverría fue el encargado de la mazonería, dirección del proyecto y autoría de la traza. La talla fue realiza por Julián Martínez y Joaquín de Unceta. Las esculturas corrieron por cuenta de Juan Tornes, Miguel Bergua y Ramón Laplana. No fue dorado hasta 1742.
Capilla de Santa Ana: En ella fue enterrado el Obispo Juan Piñeiro Osorio en 1647.
Capilla de San Pedro: Dedicada a San Pedro, es una de las capillas más antiguas, remontándose a 1524. Dispone de una reja de estilo plateresco y un altar de alabastro en el mismo estilo, habiendo solo otro de similares características en todo el valle del Ebro, que es el altar mayor de la Basílica del Pilar de Zaragoza. En La Rioja y en general en la Corona de Castilla, el alabastro, a pesar de la popularidad que gozaba desde el siglo XV, veía su uso restringido a obras funerarias o a pequeñas piezas de ámbito doméstico. Se cree que las tropas francesas durante la guerra de Independencia fueron las responsables de la decapitación de varias de sus imágenes, de daños a las columnas de diversa consideración, así como de diversos expolios. Fue restaurada en 1996. Durante dicha restauración el frontal del altar de estilo rococó, que fue añadido en el siglo XVII, fue reubicado en una de las paredes para devolver a la capilla su apariencia original.
Capilla de Santa Lucía: Presenta un retrablo rococó finalizado en 1765 y presidido por una talla de Santa Lucía, de estilo gótico, y que se remonta al siglo XVI. Contiene varias imágenes realizadas por Manuel Adan de Santa Apolonia, Santa Bárbara y Santa Águeda. Dispone de una reja de estilo clasicista.
Capilla de la Virgen del Rosario: Resultante de la ampliación del retablo de la Virgen del Rosario en 1775 al añadir las imágenes de Santo Domingo y de San Pedro González Telmo. Joaquín Villanova fue el encargado de la realización del retablo y el maestro tudelano Sebastián de Sola llevó a cabo gran parte de la mazonería.

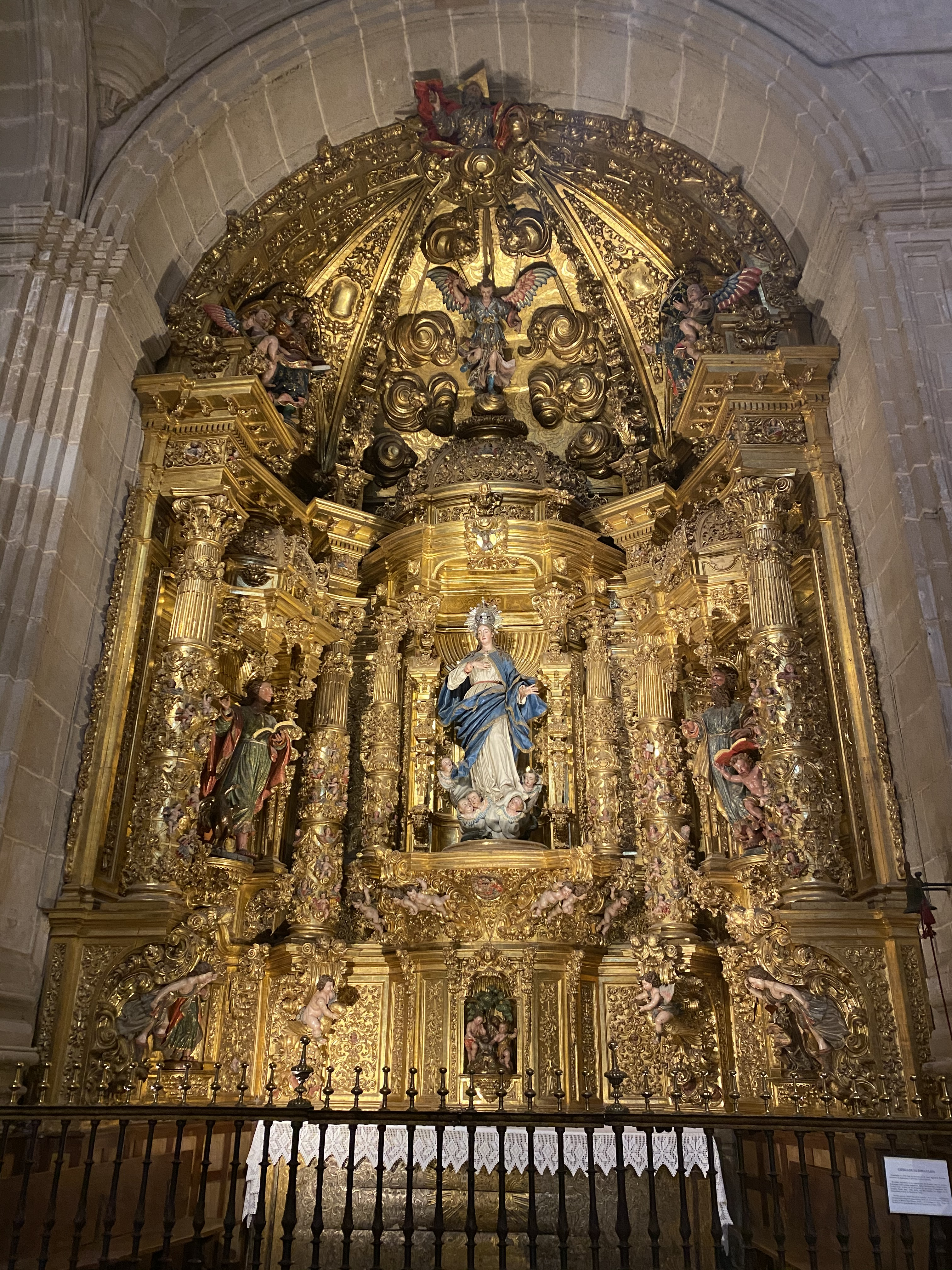
Capilla de la Inmaculada
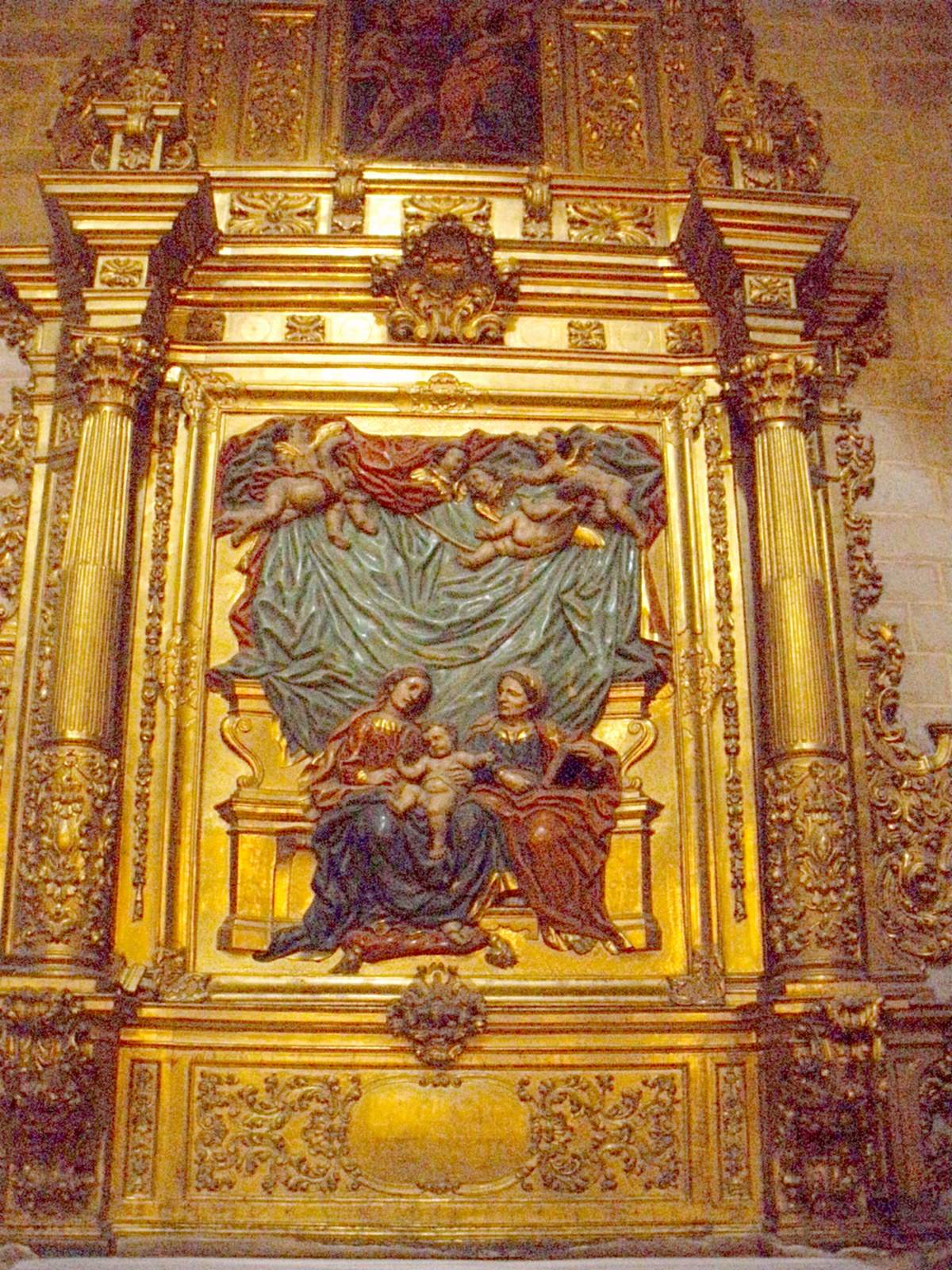
Capilla de Santa Ana
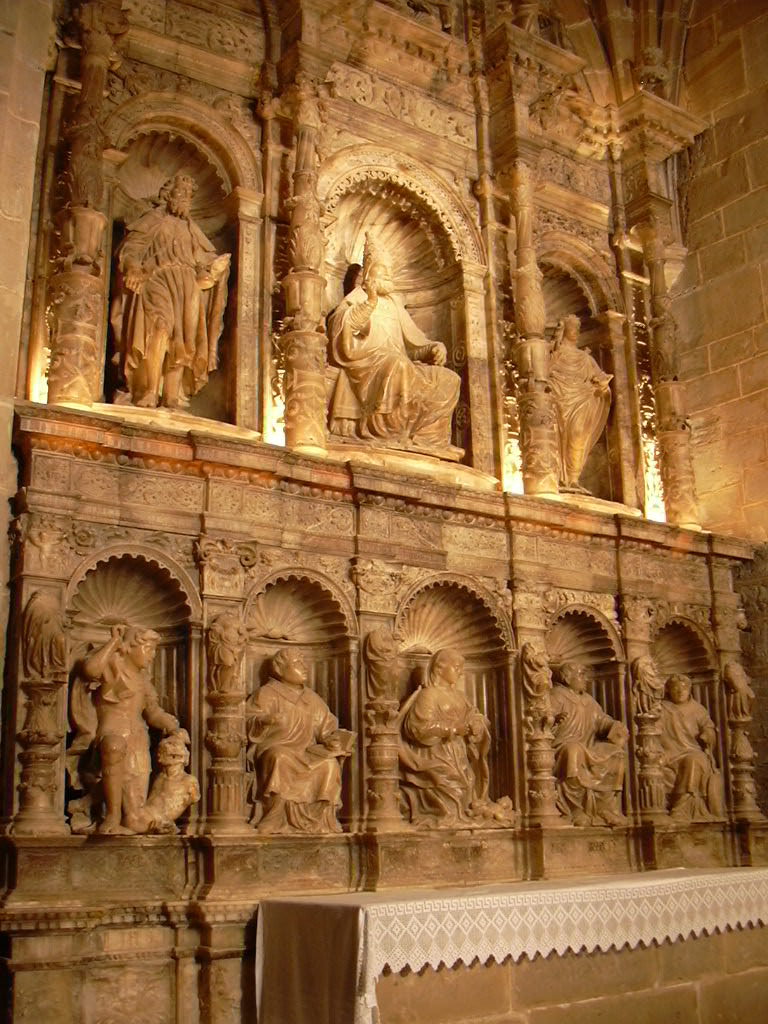
Capilla de San Pedro
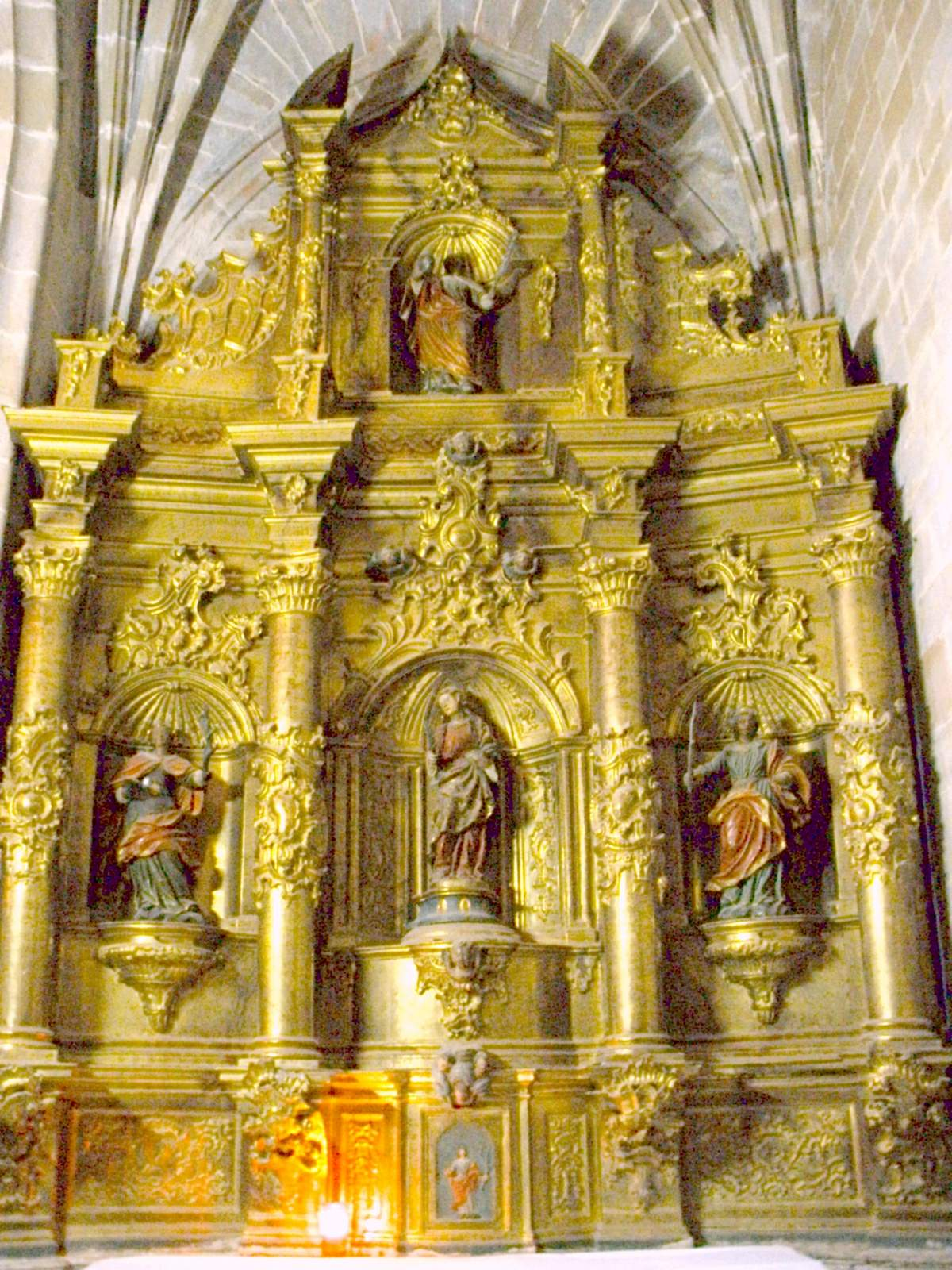
Capilla de Santa Lucía
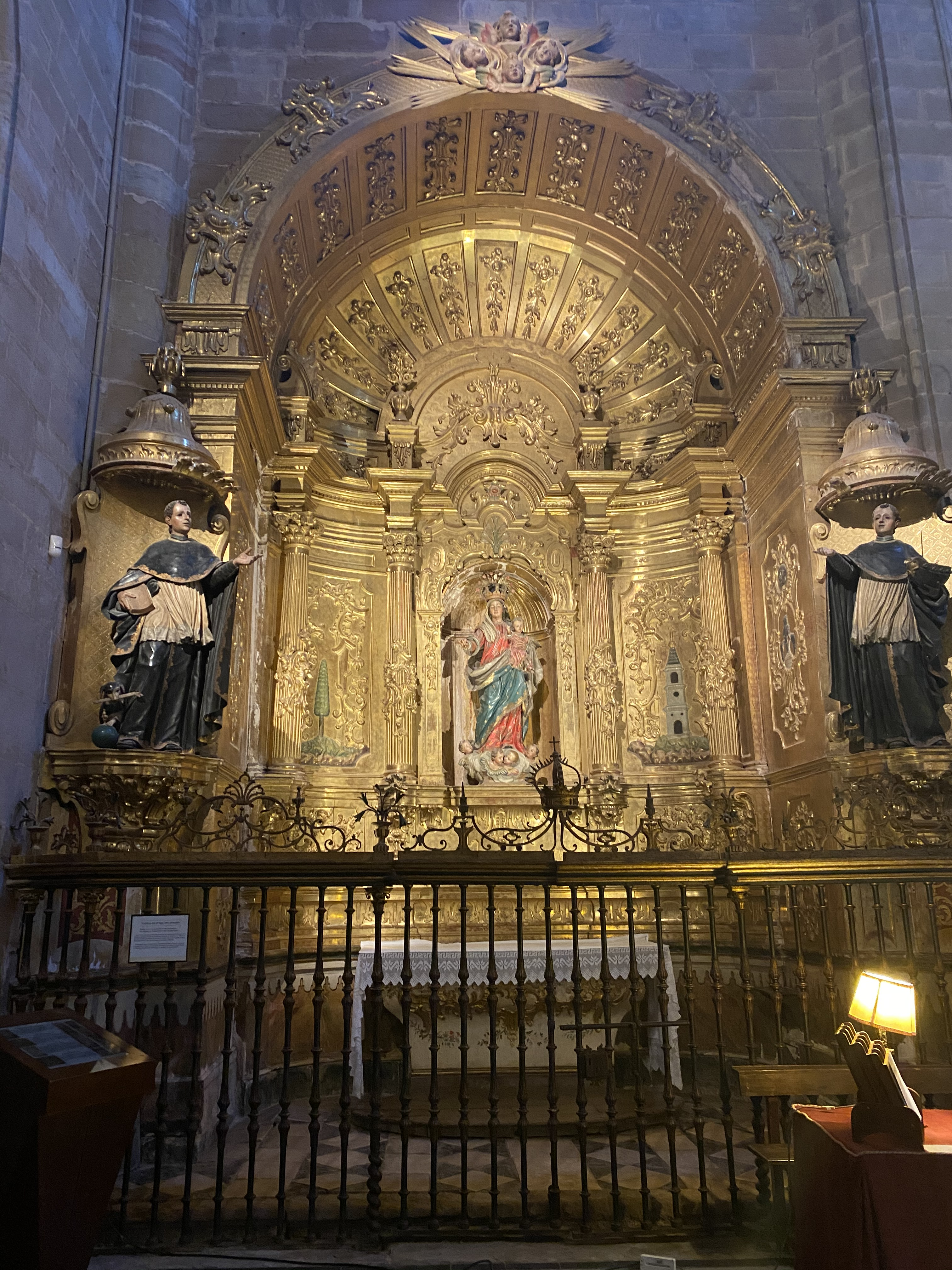
Capilla del Rosario

### Coro

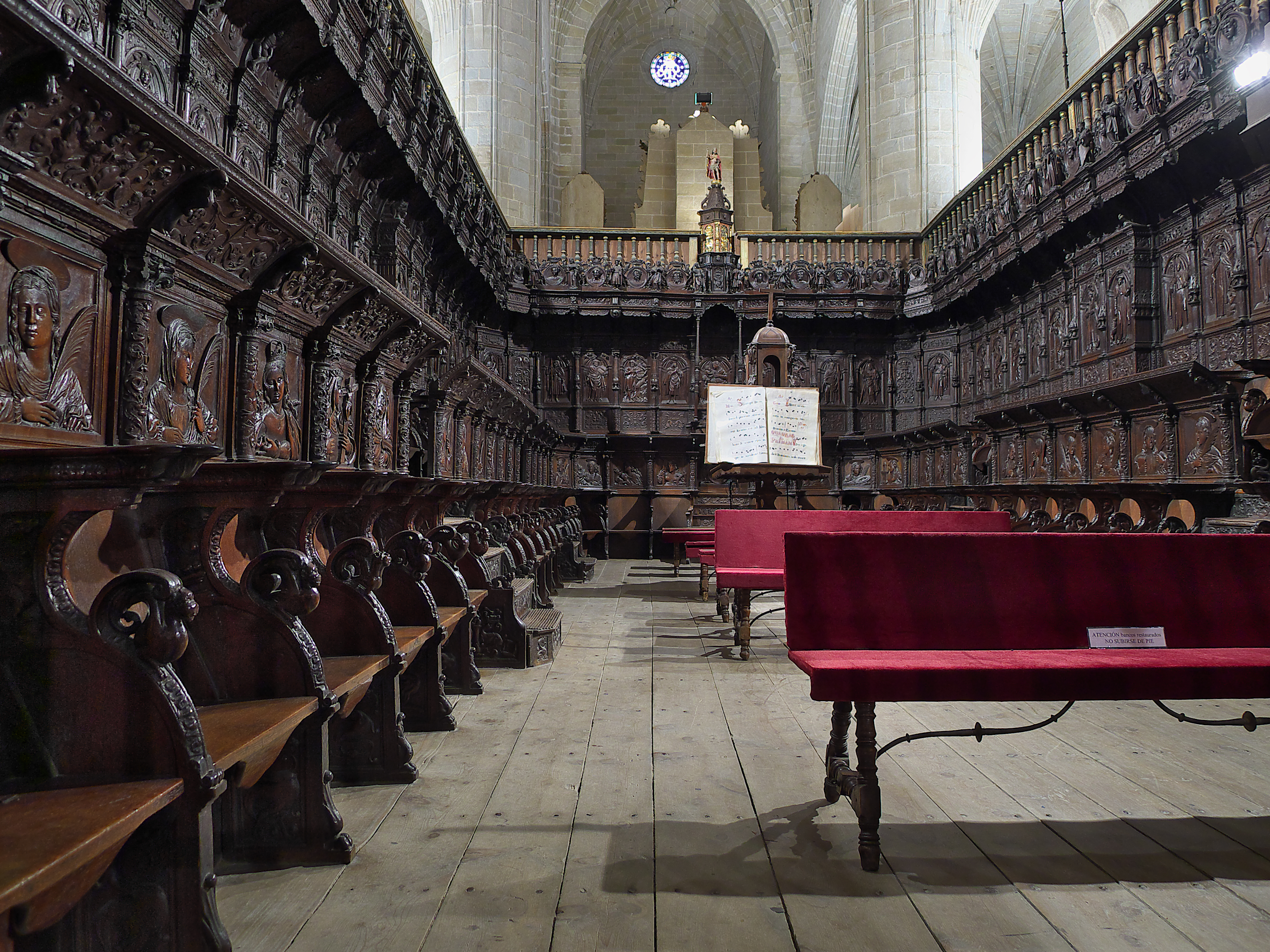
Coro

El coro con una planta rectangular de unos 14 metros de largo por 7,5 de ancho es de estilo renacentista y hecho en sillería, estando estas en los lados mayores y en uno de los menores. La obra corrió a cargo de Pedro de Olave, que comenzó en 1525 y finalizó el mismo año. No obstante la construcción de las sillas no finalizó hasta 1539, siendo Guillén de Holanda el artista principal encargado de su realización junto con sus ayudantes, Juan de Hortega de Sosa y Juan de Artiaga. Tras el cambio de ubicación de la sillería en 1614 se cerró con una reja de estilo clasicista que fue realizada por Pedro de Lazcano, vecino de Pamplona, según el diseño del maestro arquitecto Pedro de Argüello y que se sufragó con 1 000 ducados que el Licenciado Martín de Lizaor dejó en su testamento a tal efecto.

### Órgano

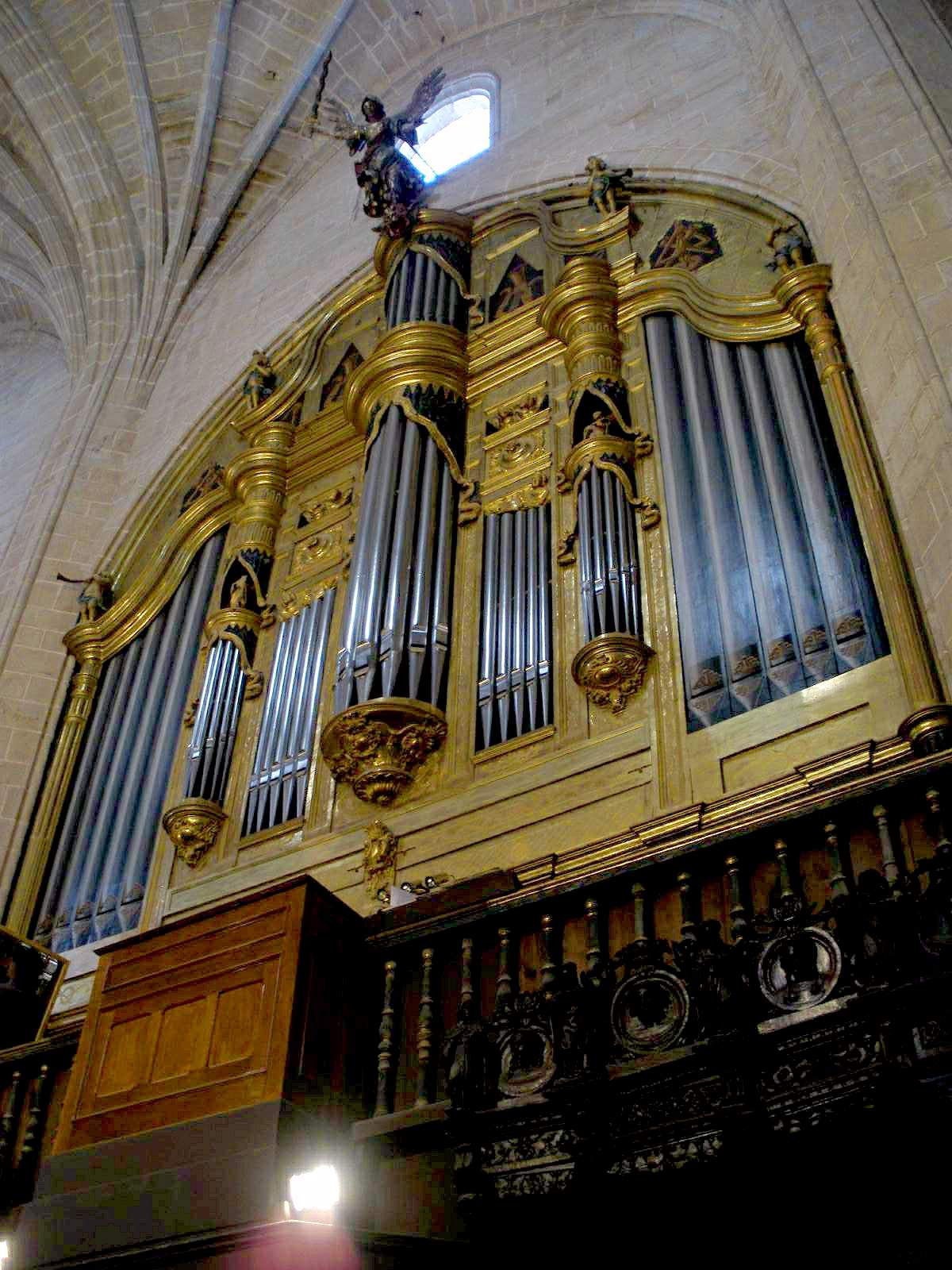
Órgano

A lo largo de su historia la Catedral de Calahorra ha contado con cinco órganos distintos.
No se dispone de información del primer órgano de la catedral hasta 1562, año en el que Miguel de Borgoña lo repara y amplía.
La construcción del segundo órgano fue una iniciativa del obispo Juan Piñero y Osorio. Se cree que se ubicaba en el emplazamiento del órgano actual. Su construcción, que duró varios años, comenzó en 1646 y corrió a manos del vecino de Logroño Cristóbal Vicente Zapata.
El órgano fue sometido a reparaciones posteriores en varias ocasiones. La primera en 1678 fue llevada a cabo por el fraile franciscano José de Echavarría. La siguiente por el famoso organero Diego de Orío en 1707. Y por último en 1719 el organero Bartolomé Sánchez llevó a cabo un arreglo rehaciendo el secreto, una obra de gran envergadura, que alargó la vida del órgano hasta 1755.
El obispo Andrés de Porras y Temes promovió la construcción de un tercer órgano, que en 1756 le fue encargado a Lucas de Tarazona que ya había construido el de la catedral de Santo Domingo de la Calzada. La caja del órgano en estilo rococó se asentó sobre la de su predecesor.
A raíz de este trabajo, Lucas de Tarazona, entrabló una buena relación con el cabildo de Calahorra, llegando a legar a la ciudad su organillo tras su fallecimiento.
Juan Monturus presentó en 1796 el proyecto para la construcción del cuarto órgano, empezando las obras en 1816 y finalizando en enero de 1818, siendo Ramón Ferreñac, organista primero de la Basílica del Pilar de Zaragoza, el encargado de su examen y aprobación. Se reutilizó la misma caja que en 1757, que ha perdurado hasta nuestros días.
Fue el propio Juan Monturus el encargado del mantenimiento del órgano hasta 1837, cuando a raíz de la desamortización no se dispuso de fondos para seguir contanto con sus servicios. El organero Pedro Roqués se hizo cargo del mantenimiento del órgano a partir de entonces.
El órgano se sustituyó en gran parte por un armonio que fue obsequiado al cabildo por un donante. El armonio se encuentra a día de hoy en la Capilla de los Santos Mártires.
El órgano actual fue construido por Roqués e Hijos en el año de 1917 y restaurado en 1996 por Usabiaga Hnos, organeros de Hernani. Sustituyó al de Juan Monturus, suprimiendo diversos elementos como la cadereta de espalda y los tubos verticales y dontándolo de una nueva consola, realizada en cedro americano.

## Museo Diocesano
La sacristía y el claustro plateresco albergan el Museo Diocesano, con piezas de gran interés como una biblia sacra del siglo XII, la Custodia del Ciprés del siglo XV donada por Enrique IV o la "del ángel" (por la figura del fuste) rococó del s. XVIII, la naveta del s. XVI hecha con un caracol marino y filigrana de lata, o la Torá judía.

## Curiosidades
Es original el que se deba descender unos cuantos escalones para entrar a ella, quizá porque los templos anteriores tuvieron puerta de entrada a nivel del río. En las grandes avenidas del Cidacos, probablemente se inundaría la catedral y esto, unido al nacimiento de la carretera o del puente, motivó que se hicieran unas defensas, elevándose las puertas. Así nacieron esas escaleras por las cuales descendemos para ver su interior.